# 横浜市営バス

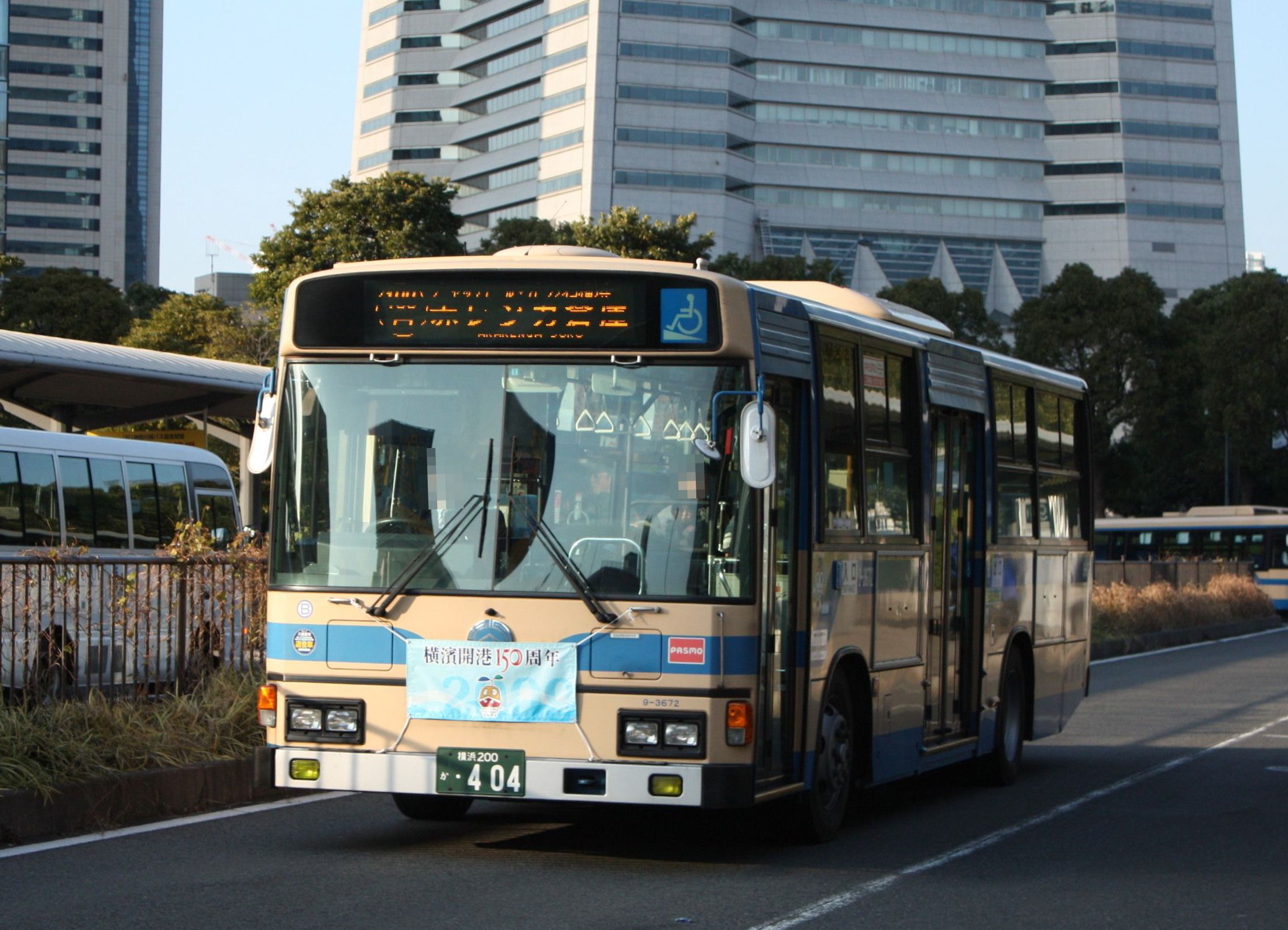
みなとみらい100円バス
（2009年2月7日、桜木町駅前にて撮影)

横浜市営バス（よこはましえいバス）は、横浜市交通局自動車本部が運営する公営バスである。

## 沿革

### 横浜市営バスのはじまり

#### 7路線で運行開始
横浜市営バスの設立の発端は1923年（大正12年）の関東大震災発生であった。横浜市電気局（現：横浜市交通局）は市電の壊滅的な被害からの復旧に追われ、震災により郊外へ移っていった市民の新たな交通需要に対応することができなかった。1927年（昭和2年）には市に隣接する2町7村が横浜市に編入され、ますます急拡大した市域の足を確保する必要があった。そこで電気局は、市電の補助機関として路線バスの運営に乗り出すこととなった。
1928年（昭和3年）4月18日に電気局からバス事業開始についての議案が市会に提出され、市会はこれを原案通り採決した。昭和天皇の即位大礼式が行われるのにあやかり、市営バスは1928年（昭和3年）11月10日、右記の7路線で運行を開始した。
路線の総延長は30.2km、料金は1区間7銭、運転手・車掌合わせて140人、30台体制にて運行開始。一日の利用数は約1万人弱であった。
運行開始時の車両は、現在とほぼ同じクリーム色に青帯塗装の14人乗りフォードA型バスで、女子車掌が添乗していた。
| 路線名     | 運行区間                                                      |
| ---------- | ------------------------------------------------------------- |
| 井土ヶ谷線 | 神奈川 - 横浜駅前 - 桜木町駅前 - 阪東橋 - 井土ヶ谷            |
| 保土ケ谷線 | 桜木町駅前 - 平沼町2丁目 - 浅間町 - 保土ケ谷駅前 - 保土ケ谷橋 |
| 小港線     | 桜木町駅前 - 万国橋 - 桟橋 - 山下橋 - 小港橋 - 小港           |
| 根岸線     | 桜木町駅前 - 市役所前 - 亀ノ橋 - 地蔵坂上 - 山元町 - 滝ノ下   |
| 間門線     | 磯子 - 八幡橋 - 滝ノ下 - 間門                                 |
| 三ツ沢線   | 神奈川 - 青木橋 - 反町東横電車前 - 三ツ沢                     |
| 日野線     | 弘明寺 - 上大岡 - 吉原 - 日野                                 |

#### 最初のバス車庫
市営バスの開業直前に、桜木町駅横の空地に桜木町車庫（現：横浜市健康福祉総合センター）の建築が始まったが間に合わず、市電の浅間町車庫の一部がバスの仮車庫として転用された。
桜木町車庫は1930年（昭和5年）4月15日より使用を開始したが、後に浅間町車庫の自動車施設の増強に伴い、桜木町車庫は1933年（昭和8年）3月に廃止統合された。
1936年（昭和11年）頃までには、当時京浜工業地帯に組み込まれていった鶴見方面の路線増強、弘明寺線・岡野町線・磯子線・豆口線・関内周り三ツ沢線といった当時の郊外線の新設など、バス路線の大幅な拡張やそれに伴う車両の増強（140台ほどに増加）が行われ、市電の補助機関としての運行から、独立した運輸体系をもって事業経営にあたることとなった。これを支えるべく鶴見方面の営業拠点として1937年（昭和12年）12月27日に鶴見車庫を開設、翌1938年（昭和13年）1月16日に営業を開始している。

#### 系統番号の付番
1928年の市営バス開業時には系統番号は付番していなかったが、1932年（昭和7年）には系統番号を初採用、当初開通した7路線とその後新たに開通した1路線に付番し、1系統から8系統とした。
その後は、数字ではなく片仮名の「イロハ」を冠した系統番号が付されるなどして、系統番号が統一されない時期もあった。戦後の1949年（昭和24年）、当時存在した約20の路線に数字の系統番号が付番された。以降、横浜市営バスでは原則として路線開通順に数字の系統番号を付番するという法則となり、現在に至っている。横浜市営バスでは、首都圏で主流の漢字+数字の系統番号ではなく、数字のみの系統番号を採用しており、現在に至るまで特徴となっている。

### 民営バスとの競合
当初横浜市は、市民のための公共交通は市民自らが経営すべきであるという公営交通一元論を持っていたが、これは実現せずに現在に至っている。市営バスは路線の拡大を図るべく1929年（昭和4年）に計23路線の申請をしているが、これに対し後から申請した各民営バスの路線が先に認可されるなど、当時路線の許認可を取り仕切っていた県や鉄道省の理解は得られず対立していた。市営バスの開設直前には横浜乗合自動車が横浜駅 - 杉田間のバスを開業し、市内西部では相武自動車や鶴屋商会（後に相武自動車と合併）が路線を開業させていた。
| 事業者名 | 主な路線                                            |
| --- | --------------------------------------------------- |
| 横浜乗合自動車 | 横浜駅 - 長者町 - 杉田                              |
| 鶴見臨港鉄道 | 鶴見駅西口 - 東寺尾 - 獅子ケ谷                      |
| 東京横浜電鉄 | 東神奈川駅西口 - 六角橋 - 小机 - 川和               |
| 東京横浜電鉄 | 六角橋 - 菊名 - 綱島 - 高田 - 千年                  |
| 中央相武自動車 | 横浜駅 - 鶴ケ峰 - 長津田辻 - 鶴間 - 相模大塚 - 厚木 |
| 相武鶴屋自動車 | 弘明寺 - 関ノ下 - 本郷村 - 鎌倉                     |
| 相武鶴屋自動車 | 関ノ下 - 栗木 - 杉田                                |
| 相武鶴屋自動車 | 吉野町 - 六ツ川 - 戸塚駅                            |
| 相武鶴屋自動車 | 戸塚駅 - 岡津 - 阿久和                              |
| 相武鶴屋自動車 | 戸塚駅 - 中田 - 和泉 - 長後 - 用田 - 厚木           |
| 相武鶴屋自動車 | 戸塚駅 - 原宿 - 藤沢駅                              |
| 横須賀自動車 | 杉田 - 金沢八景 - 横須賀                            |
| 京浜電気鉄道 | 品川駅 - 市電生麦終点                               |
| 富士屋自動車 | 箱根宮ノ下 - 鎌倉 - ホテルニューグランド            |
| ・1935年に横浜乗合自動車と横須賀自動車は合併、湘南乗合自動車に改称 ・1936年に湘南電気鉄道が湘南乗合自動車を買収、1941年に京浜電気鉄道に合併 ・1938年に相武鶴屋自動車が東京横浜電鉄の傘下に入る ・1939年に相武鶴屋自動車が中央相武自動車を合併、東海道乗合自動車に改称 ・1942年に富士屋自動車の後身、富士箱根自動車が東京横浜電鉄の傘下に入る ・1943年に東京横浜電鉄は京浜電気鉄道を合併、東京急行電鉄に改称 ・1944年に東海道乗合自動車は神奈川中央乗合自動車に改称 ・その他、百貨店「野澤屋」が市内に無料送迎バスを運行 |                                                     |

1932年（昭和7年）には公営一元化の方針の下に、鶴見駅 - 汐田・安善町方面の路線を運行していた鶴見乗合自動車を買収し、同年7月1日から鶴見駅 - 安善町間を市営バス路線として開設している。しかし民営会社の買収はこの1件にとどまった。横浜乗合自動車が路線売却の方針を示した際、市と会社との交渉が行われたものの価格面で折り合えず、湘南電気鉄道が買収することとなったり、1936年頃に鶴見臨港鉄道の鶴見駅 - 獅子ケ谷間路線の売却話があった時も交渉がなされたが、これも不調となるなど失敗に終わった。1935年（昭和10年）には10社以上の民営バスが市内を運行しており、実際に市営バスで統一するには難しい情勢であった。
バスの公営・民営競合は横浜市だけの問題ではなく、1934年（昭和9年）には六大都市電気局長協議会において「公営バス保護並びに民間バスの統一を目的とした強制買収に関する規定設置請願」が決議され、1935年（昭和10年）にはこの「民営バス強制買収法案」が国会に提出されるまでに至った。これには各民営バス事業者が猛反発し、陳情書を鉄道省、貴族院・衆議院両院、各政党に提出して激しく反対運動を行うなど大論戦になったが、結局この法案は審議未了のまま廃案となった。これには、既にガソリン統制問題が浮上してくるなど、バスを含む運送事業・自動車産業が戦時下の険しい時代に突入しようとしていた背景があった。

### 戦争と市営バス

#### 横浜市における戦時統合
1931年（昭和6年）に満州事変が起こり、1937年（昭和12年）に日中戦争が勃発し、日本は戦時体制に突入した。
1938年（昭和13年）に公布された陸上交通事業調整法に基づき、東京周辺では全国に先駆け戦時統合が行われることとなり、横浜市周辺では東京急行電鉄（大東急）が統合主体とされた（横浜市内では現在の東急バスと京浜急行バスが対象。川崎鶴見臨港バスは対象から外された）。
神奈川県内の路線バスは横浜市・相模地区・地区外の3ブロックに分けられ、横浜市内の路線バスは横浜市が統合主体に選ばれたため、横浜市営バスはそのまま存続することとなった。しかしすでに市内民営バスのほとんどが大東急の支配下に置かれた上で整理・統合されることとなり、結局横浜市による統合は実施されなかった。このことが横浜市内バス路線の市営バス統一実現をさらに遠ざける結果となった。

#### 代燃車による運行
市営バスでも木炭バスの運行が始まり、1938年（昭和13年）から市営バスでも大口 - 子安線で運行開始された。当初大口 - 子安線が選ばれたのは、坂が無く平坦なため馬力が無い木炭バスでも走行できたからであった。1940年（昭和15年）には保有車両の3分の2が木炭バスになっていた。車庫ではガス中毒で倒れる整備員が出たり、坂道では馬力不足で乗客を降車させ運行したり、また運転には非常に高度な技術を要するなど職員は大変苦労したという。やがて木炭すら満足に入手できなくなると、市営バスは市電との並行区間を中心にそのほとんどが運行休止された。木炭バスは戦後の1952年（昭和27年）頃まで走り続けた。
石油資源がない日本は戦争が進むにつれてガソリン使用が厳しく統制されていき、1941年（昭和16年）に太平洋戦争が始まると、同年の政府通達によりついにガソリンの使用が禁止され、代用燃料車のみ運行可能となった。これにより市営・民営バスを問わず運行規模の縮小を余儀なくされた。その後は戦局悪化に伴い電気局からも職員が次々と戦場へ駆り出されていき、当時の「電気局報」には日増しに悲報の数が増えていった。

#### 横浜大空襲による被害
| 運行系統                                     | キロ程 |
| -------------------------------------------- | ------ |
| 桜木町駅前 - 山下橋 - 小港 - 間門 - 磯子     | 8.95km |
| 鶴見駅 - 市場 - 向井町二 - 弁天下 - 寛政     | 5.00km |
| 鶴見駅 - 森永工場前 - 末吉橋                 | 5.54km |
| 鶴見駅 - 安田銀行前 - 向井町二 - 富士電機前  | 3.39km |
| 横浜駅 - 東横反町駅前 - 島田橋 - 三ツ沢      | 3.52km |
| 六角橋 - 新子安 - 宝町 - 大黒町岸壁 - 明神前 | 9.28km |

1945年（昭和20年）5月29日の横浜大空襲では浅間町車庫の焼失やバス144台中55台を失うなど電気局も大損害を受け、バスは翌日から全面運休となった。しかし職員の必死の努力により、6月1日からまずは軍需工場への輸送のための末吉橋 - 鶴見駅西口線、横浜駅 - 洪福寺線が運行再開、6月4日から桜木町駅 - 間門線が運行再開された。
横浜大空襲直前の1945年（昭和20年）5月の「バス運行系統図」を見ると、軍需工場への輸送力が要求されていた鶴見地区を中心にわずか6路線のみしか運行されていない。

#### 終戦後の運行再開
1945年8月15日に終戦を迎えた後は、同年10月1日から生麦 - 鶴見駅西口線の運行を再開（後に生麦 - 鶴見駅西口 - 末吉橋の通し運行に変更）、10月8日には横浜駅 - 弘明寺線の運行が再開された。翌1946年（昭和21年）には横浜駅 - 三ツ沢線、磯子 - 間門線、生麦 - 大黒町線が再開された。車両は木炭バスに加え、電気バス21両と米軍払い下げのトラックを強引に改造したバス50両が用意され窮地を凌いだ。
1947年（昭和22年）夏、横浜市は東京急行電鉄、神奈川中央乗合自動車の2社と路線の臨時運転契約を結んだ。これは交通需要があるにもかかわらず、燃料・資材不足から運行休止となったり、間引き運転され無ダイヤ状態であった両社運行の路線を市営バスが肩代わりして臨時運行するというもので、東急の該当区間は東神奈川駅 - 川和（後の3系統）・横浜駅 - 杉田（後の110系統・4系統）、神奈中の該当区間は横浜駅 - 亀甲山（後の5系統）であった。これは戦後混乱期の臨時処置であったが、その後も市民交通の便宜のためには市営バスによる運行継続が必要との判断から、両社との相互乗り入れ協定が結ばれて共同運行路線となった。この代償として、横浜市は神奈川中央乗合自動車の弘明寺 - 横浜駅間、京浜急行電鉄の生麦 - 横浜駅間の進出を認めた。

### 横浜市交通局として再出発

#### 市民急増に対応し運行拡充
1946年（昭和21年）5月、横浜市電気局は横浜市交通局に改称され、名実共に市電中心の運営から市営交通を総括する事業体として再出発していくこととなる。
戦後復興が進むにつれて横浜市の人口は急激に増加し、終戦時の1945年（昭和20年）には62万人であったが、1951年（昭和26年）には100万人を突破した。市域は急速に都市化が始まり、都市計画も十分になされないまま市街地が虫食い的に拡大していった。市営バスはこうした状況下で交通需要の増大に対応するべく順調に路線を復興・新設し、1949年（昭和24年）には6・7・16・18系統、1950年（昭和25年）には20・21・23・24系統、1951年（昭和26年）には25・29・31系統、1952年（昭和27年）には32・33・34・36系統、1953年（昭和28年）には41・42・43系統などが開設されている。終戦直前には営業路線長15kmであったのが、1952年（昭和27年）には215kmにまで増加した。

#### 民営との競合から共存へ
同時期には民営バスも路線網を大幅に拡充しており、1948年（昭和23年）に東京急行電鉄から京浜急行電鉄が分離独立。1949年（昭和24年）には江ノ島電気鉄道が神奈川中央乗合自動車から一部路線を譲受。1950年（昭和25年）には相模鉄道が路線バスを新規開業した。こうして増加した民営バスと市営バスとは路線競合が再燃、特に神奈中・相鉄とは激しく競合し「戦国時代」と呼ばれるほどの状況となってしまった。このため交通局は不毛な対立を避け運行円滑化を図るべく、1955年（昭和30年）以降に市内民営バス各社と「乗合自動車経営路線の実施計画に関する路線協定」を締結していった。協定書には全四項あり、第一項では共同運行路線のダイヤ厳守について、第二項では新規路線開設に当たっての事前協議について、第三項では共同運行路線ダイヤの事前協議について記されている。しかし協定締結後もしばらくは安定とはいかず、神奈中と井土ヶ谷 - 六ッ川線の路線免許申請で競合してしまい、運輸省の仲裁により結局神奈中が路線を開設することとなったり、相鉄が23路線・93kmの大規模な路線申請をした際には前述の協定に違反するとして大きな問題となるなどした。それでも昭和30年代後半には対立は収束に向かい、1968年（昭和43年）には市営・神奈中・相鉄の3社局共同運行であった62系統千丸台団地線を皮切りに、共同運行路線で各社局の共通定期券が設定されるなど、市営バスと同様に市民の足を担う存在となっていた民営バスとの共存の道を探るようになる。

### 交通局の主要事業へ

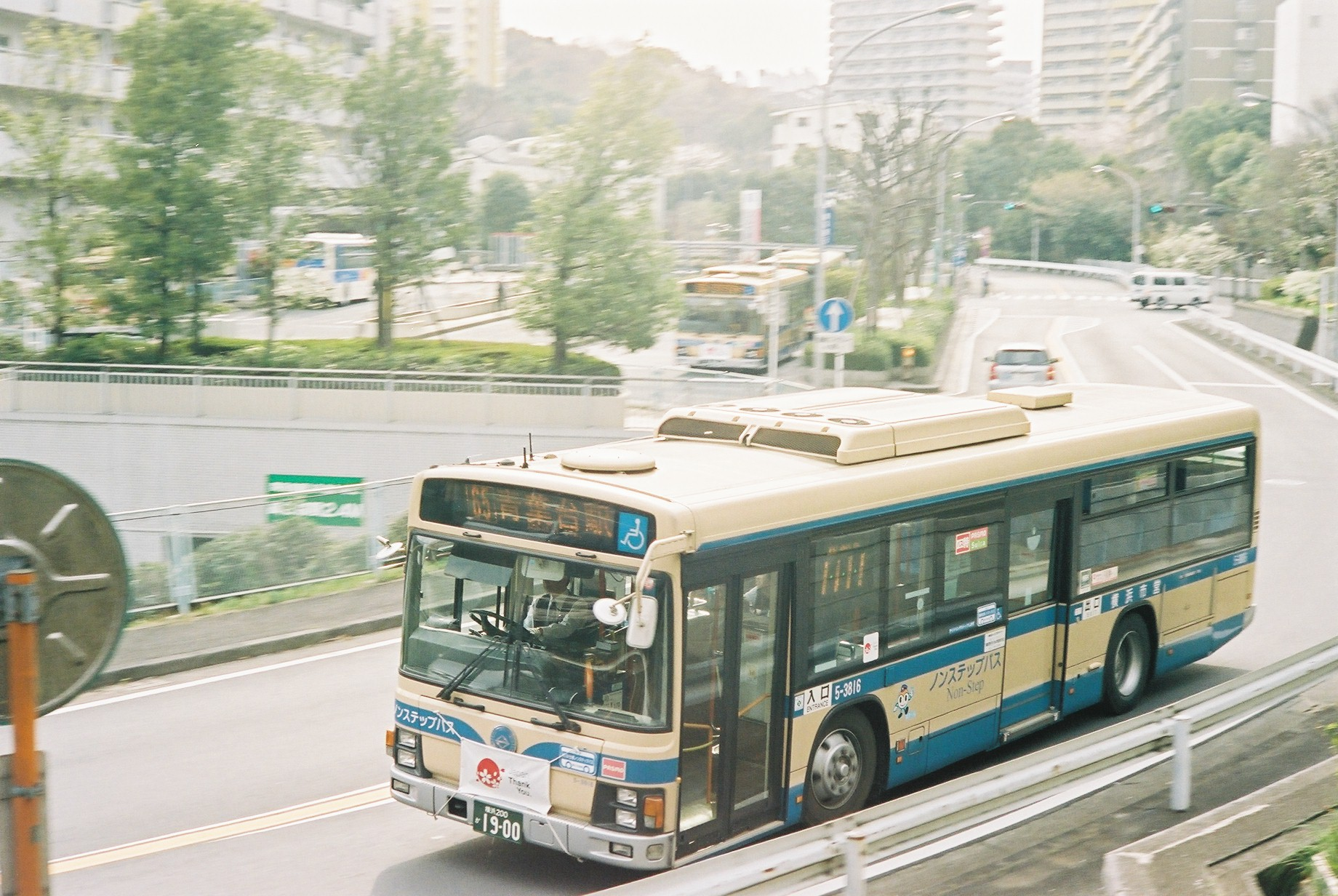
65系統は市郊外の大規模団地と都心方面へ向かう鉄道路線の駅を結ぶ（2012年4月10日、若葉台中央にて撮影）

#### 高度成長期の延伸と赤字拡大
高度経済成長期の都市規模拡大を背景に、1960年代以降も路線新設が多数進められたが、その性格は横浜市中心部への乗り入れよりも、当時市内の郊外各地に造成されていた公団住宅団地あるいは住宅地と鉄道線各駅とのフィーダー輸送に重きを置いたものが増えていく。
代表的な例を挙げると、1961年（昭和36年）の70系統磯子駅 - 汐見台団地線開設、1966年（昭和41年）の90系統中山駅 - 青葉台駅線開設、1970年（昭和45年）の56系統鴨居駅 - 竹山団地線開設、1972年（昭和47年）の75系統鶴ヶ峰駅 - くぬぎ台団地線開設、1974年（昭和49年）の111系統上大岡駅 - 洋光台駅 - 港南台駅線開設、1979年（昭和54年）の65系統十日市場駅 - 若葉台線開設（後に青葉台駅へ延伸）などである。さらに埋立造成が進み、重化学工業や貿易の拠点となっていった本牧・鶴見の臨海部への就業者輸送にも対応し、1967年（昭和42年）に54系統根岸駅 - 日産工場線、91系統根岸駅 - 三菱本牧工場線、1972年（昭和47年）に61系統磯子駅 - 鳥浜町線、1977年（昭和52年）には17系統鶴見駅 - 大黒町岸壁線など、順次路線の拡充がなされた。
しかし新設された路線は必ずしも採算が取れていたわけではなく、ラッシュ時の往路は混雑するものの折返しの復路は乗客が少なくなる効率の悪い系統が少なくなかった。前述の通り民営バスとの関係もあって市営バスの進出が思うようにできず、収支バランスの取れた健全な路線網を構築できていないのも事実であった。
また諸都市の例に漏れず、モータリゼーションの進行によって自家用車保有台数が増加し、道路渋滞によって定時運転ができなくなり、横浜市営交通において乗客離れが現れていく。特に市電ではこの傾向が顕著で、1964年度（昭和39年度）からは輸送人員・収入ともに減少に転じ、市営バスの輸送人員が市電を上回るようになっている。これらに加え物価高騰による経費の増加や、採用難対策と労働運動の活発化による人件費の増加が交通局の経営を圧迫し、1964年（昭和39年）には累積赤字が53億円、1965年度（昭和40年度）末には不良債務が66億8200万円余という膨大な額に達している。

#### 市電・トロリーバス廃止と路線バスへの代替
交通局は1965年（昭和40年）から市電の減便を始めとする合理化計画の施行を始めたが、1966年（昭和41年）10月15日には地方公営交通として初めて横浜市交通局が財政再建団体に指定され、11月1日には「路面電車撤去・人件費削減など合理化により再建期間を短縮すること」を条件に、不良債務を再建債として国が一時的に肩代わりすることが決定した。
これにより市電廃止の方針は決定的となり、1966年（昭和41年）から1972年（昭和47年）にかけて、市電および市営トロリーバス路線は順次廃止され、市営バスがそのほぼ同経路を運行して代替機能を果たすこととなった。
現在の86・101・102・103・105・106・113・156・158・201・202系統などが代替路線にあたり、これらの路線はそのほとんどが現在に至るまで市営バスの主要路線となっている。バス車両在籍数は市電撤去が開始された1966年（昭和41年）に600台弱であったのが、市電全廃となった1972年（昭和47年）には1000台超にまで増車され、バス運転手もこの時期には毎年200人程度を採用していた。

### 横浜市六大事業の下に
1965年（昭和40年）、飛鳥田市政下の横浜市は大型都市開発プロジェクトである「横浜市六大事業」を発表・着手した。これは
1. 都心部強化（後のみなとみらい地区整備）
2. 金沢地先埋立
3. 港北ニュータウンの建設
4. 高速鉄道（地下鉄）建設
5. 高速道路建設
6. ベイブリッジ建設

の6つからなり、交通局市営バスもこれら事業をサポートする運営展開を進めることとなる。
地下鉄建設計画は市電代替と乗車率超過状態であった京急線救済を果たしたい市の意向から、1972年（昭和47年）12月には伊勢佐木長者町 - 上大岡間を先行開業させた。これに併せて市営バスは朝夕ラッシュ時に限り伊勢佐木長者町 - 県庁間の無料連絡循環バスを開設し、地下鉄が関内・横浜へ延伸される1976年（昭和51年）9月まで運行された。地下鉄建設構想があったもののMM線計画や関連事業者の意向などにより実現を見なかった鶴見 - 綱島方面や本牧方面については、現在に至るまで市営バスが引き続き同地区への輸送を担っている。
横浜市北部の港北ニュータウンは1970年代後半から造成・入居が始まり、市営バスはこれら地域の交通需要に対応するべく1983年（昭和58年）から港北NT地区への路線拡充を行った。営業拠点も当時の鶴見営業所を新横浜駅付近に移転、港北営業所として新設、1991年（平成3年）には港北ニュータウン営業所を新設するなどNT地区運行の輸送力確保に努めた。1993年（平成5年）に横浜市営地下鉄3号線（現ブルーライン）の新横浜 - あざみ野間が延伸開業すると市営バスの当地区運行は縮小調整がなされたが、現在も市営地下鉄の補完交通として港北NT地区に路線網を保持している。
金沢地先埋立事業により誕生し、市域各所に点在していた中小工場の集積とニュータウン開発がなされた金沢区並木・福浦地区のバス輸送も市営バスが担当、1983年（昭和58年）9月25日には当地区の営業拠点として磯子営業所金沢派出所が設けられ61・117・121・122・123系統など路線網が形成された。しかし金沢シーサイドラインの開通により大幅な路線撤廃がなされ、当地区での市営バス運行は短命に終わった。
高速道路（自動車専用道路）を経由する路線バス運行の試みも行われた。1989年（平成元年）開設の横浜ベイブリッジ経由大黒ふ頭方面行109系統がその代表例であり、開設当初はベイブリッジ人気のため増発便が運行されるほどの盛況ぶりであった。その他に国道16号保土ヶ谷バイパスを経由し郊外の大型団地と市中心部を結ぶ150系統、第三京浜道路を経由し港北区（当時）緑産業道路沿いの軽工業地域と横浜駅を結ぶ95系統などが運行されたものの、150系統は道路渋滞で定時性が確保できず利用が定着しなかったことから、また95系統などは均一運賃であるが故の採算性の低さから維持が困難とされ、2010年（平成22年）までに高速有料道路経由での運行は取り止められている。
横浜市の主催により現在のみなとみらい21地区で開催された横浜博覧会の来場客輸送では民営バス各社と分担し、市営バスは横浜駅西口 - 会場のシャトルバスに加え、パークアンドライドの試みとして設けられた新横浜・大黒ふ頭・新本牧駐車場の3箇所と会場間を結ぶ輸送を担当した。また、1989年度に各営業所へ配置された路線バス車両の26台は明るいカラフルな博覧会特別塗装とされ、より一層の賑やかさを添えた。
その後も市営バスは横浜の中核としてショッピングセンターや企業ビル等の整備が進められたみなとみらい地区において、Yループバス（廃止）やみなとみらい100円バス、あかいくつなどの特別系統の運行や企画乗車券の設定などを積極的に行っており、みなとみらい線やシーバスなどと連携しつつ横浜観光輸送の一翼を担っている（詳しくは後述）。

### さらなる福祉化と地域密着化へ
人々のライフスタイルの変化と共に午後11時以降のバス運行を求める要望が高まるのに対して、横浜市営バスでは特に若葉台・野庭・竹山などの大規模団地への輸送において採算を度外視して終車時刻の延長を図ってきた。1987年（昭和62年）からはこれら団地路線を中心に深夜バスの運行を開始し、その後他路線でも順次拡充が図られた。
高秀市政下の1993年（平成5年）に策定された「ゆめはま2010プラン基本計画」では、市内の殆どの地域で最寄駅まで15分で到達可能とする駅まで15分構想が掲げられた。これに基づき交通局では210系統境木線を皮切りに、22・135・211・212・213・215・218・219・222系統など、小型バスを利用し地域と連携・協調した新路線の開設に取り組み始めた。中でも210系統はバス路線の空白域をピンポイントで経由したことに加え沿線の開発も進んだため順調に増発を重ねていき、深夜バスの運行も行う主要路線へ発展した。ただこの210・211・212・213系統以外の新規小型バス系統についてはいずれも僅かな赤字が続いており、恒久的に路線運行を継続していくには経路変更などを含めた課題が残されている。
公営交通としての優れた環境特性を市民にアピールするため、また民営バス事業者の先導的な役割を果たすべく、90年代からは福祉対策バス・低公害バスの導入を非常に意欲的に行うようになった。スロープ付ワンステップバスは1996年度から、ノンステップバスは1997年度（平成9年度）から大量に導入しており、車椅子に対応するバス車両は2010年現在で9割を超えている。窒素酸化物 (NOx) の排出量が60 - 70%減少するCNGバスは1997年（平成9年）から本格導入を開始しており、現在は浅間町営業所に21両在籍している。2005年度（平成17年度）からは環境創造局と協調し、毎年度ごとに電気式ハイブリッドノンステップバスを10両ずつ投入している。
1998年（平成10年）10月、市営バス・市営地下鉄のイメージをよりなじみ深く親しみやすいものにしようというねらいから、イメージキャラクターはまりんが制定された。市営バスの各種案内や主催イベント、タイアップキャンペーンなどで広く使用されるようになり、イメージアップに一役買っている。

### 改善型公営企業として

#### 中田市政におけるバス事業改革
2002年（平成14年）には中田宏市長のもとで、従来の大型プロジェクト中心政策や長引く不況により逼迫した市の財政再建が掲げられ、市交通局の高コスト体質も厳しく問われることとなった。
2004年に中田市長の諮問により鉄道会社社長や大学教授などで組織された「横浜市営交通事業あり方検討委員会」では、市の一般会計からの補助を受けながら路線網を維持してきた市営バス事業について「より経営の自由度の高い民営バスへ移行することが望ましい」と答申するなど、バス事業の民営化も射程に入れた様々な議論・検討がなされた。
また2007年には、交通局での不祥事が相次いで発覚。横浜市会でも大きな論議を呼び、市営バスの民営化に賛成する保守系政党からも、反対する革新系政党からも厳しく批判され、公営企業としてさらなるモラル健全化と運営透明性の向上が課題とされた。この際に発覚した不祥事とは具体的に、バス営業所での職員による運賃箱窃盗（業務上横領）、労組幹部らによる勤務乗車証の不正使用（不正貸与）、補助金の不正受給、バス運転手のアルコール検出（酒気帯び）、職員採用試験時の学歴詐称などがある。

#### 公営バスとして存続
こうして一時はバス民営化案も出たものの、横浜市の結論としては公営企業としてバス事業を継続し、「改善型公営企業」としての経営を確立して「市営交通としてバス・地下鉄を走らせ続ける」ことを目指すこととなった。
これを受けて交通局は、後述する路線網再編を伴う事業規模適正化も含め、バスサービスの改善と採算の確保に向けて様々な取り組みに注力した。そのうちいくつかの事例を以下に記す。
1. 嘱託職員の採用と横浜交通開発への運行委託による人件費削減[66][67]
2. 民間企業と提携した広告パネル付きバス停留所上屋の整備[報道 2]
3. 小型バス路線開設の継続とふれあいバスの開設（後述）
4. インターネットによる運行情報の提供サービスを開始[68]
5. 基幹系統において年末年始の終夜運行を実施[69]
6. 雨の日臨時便と急行系統の増設[70]
7. 市内定期遊覧バスのリニューアルと企画乗車券の新設[57]
8. 各種イベント（イルミネーションバス[71]、営業所スタンプラリー[72]、バスファン向けツアー、映画とのコラボレーションなど）の新規開催

横浜交通開発は、当初は交通局所有財産の活用や市営地下鉄での広告事業の管理を目的に、横浜市の100%出資で設立された外郭団体であったが、これを機に乗合自動車事業と市営バス路線の運行委託を開始した。2017年現在、磯子営業所の61・70・117系統、緑営業所の100系統の運行と、磯子営業所・緑営業所の全路線の運行受託を行っている。
元来横浜市は1日当り約90万人のバス利用者がいるなど他都市と比べてもバス需要の高い地域であり、公営バスとしては横浜市営バスは比較的順調な経営成績を上げている。しかし交通局の地下鉄建設資金とした莫大な企業債の償還や、景気低迷・少子高齢化の影響による利用者減少があり、依然厳しい状況が続いている。
また2005年（平成17年）4月1日からは、運行中のバスの現在位置や到着予測時刻を確認できるバスロケーションシステム「横浜市営バス運行情報」の提供を開始し、パソコン・携帯電話で閲覧が可能となった。2007年（平成19年）の交通局ホームページのリニューアル時からは「市営交通緊急情報」のページを開設し、交通事故や災害などによりバスの運休・迂回運行が発生している場合に情報を提供している。

#### 路線再編成
2007年前後に事業規模適正化と採算性改善を目的に施行された路線移譲・再編成関連の経緯を以下の年表とする。
- 2005年7月4日： 芹が谷地区の30・71・77・203系統などで路線移譲前途のダイヤ改正[75]、84系統を廃止
- 2006年1月29日： 30・71・203・206系統を神奈川中央交通へ移譲[76][77]
- 2006年2月20日： 神奈川県生活交通確保対策地域協議会に9路線の退出意向を提出[78]
- 2006年3月16日： 43系統を東急バスへ[79][80]、110系統を横浜京急バスへ移譲[81][82]
- 2006年3月18日： 123系統を廃止
- 2006年3月27日： 66・69・108系統と45系統の一部区間を廃止[83]、76・98・145系統を廃止・再編し156・158系統を開設[83]、77・138・139系統を神奈川中央交通へ移譲[83]
- 2006年3月31日： 野庭営業所を廃止[84]
- 2006年8月31日： 神奈川県生活交通確保対策地域協議会に追加して29路線（計38路線）の退出意向を提出[85]
- 2006年9月30日： 70・85系統の一部区間を関係する地元企業の理解が得られたとして廃止[86][87]
- 2006年10月16日： 横浜市道路局が「横浜市生活交通バス路線維持制度」を発表[88]
  - 対象候補路線は10・11・17・18・26・27・33・54・60・72・73・80・109・121・134・300・302・308・310系統
- 2006年11月1日： 107系統の一部区間を京浜急行バスへ移譲[86]
- 2006年11月6日： 横浜市生活交通バス路線維持制度の適用路線を運行する事業者を募集開始
- 2007年3月16日： 3・118系統を東急バスへ移譲[89]
- 2007年4月1日： 大規模な路線再編を実施 
  - 24・42・81・93・95・96・100・114・120・122・126・127・162（100円バス）・303系統を廃止[89]
  - 10・14・17・18・33・38・41・54・57・61・73・99・107・109・202・302系統の一部区間を廃止または経由地変更[89]
  - 181系統と暫定運行措置対象路線の290・291・292・293・294系統を開設[4][87]。68・79・201系統が暫定運行措置対象路線となる[87]。
  - 4系統と横浜市生活交通バス路線維持制度の適用路線となる11・60・121・72・134系統を民営事業者（4系統は横浜京急バス、11・60・121系統は神奈川中央交通、72系統は臨港グリーンバス、134系統はフジエクスプレス）へ移譲[89]。10・17・18・26・27・33・73・54・80・109・181・300・302・308・310系統が横浜市生活交通バス路線維持制度の適用路線となる。
  - 港北ニュータウン営業所を廃止[90]
- 2007年8月20日 : 31系統の一部区間を廃止[91]。
- 2007年10月1日： 1系統を神奈川中央交通へ移譲（但し中山駅前 - 緑車庫間は存続）[92]
- 2007年12月1日： 116系統を神奈川中央交通へ移譲[93]
- 2008年2月12日： 5・115系統を神奈川中央交通へ移譲（但し5系統の横浜駅西口 - 保土ケ谷車庫間は存続）[94]
- 2009年4月1日： 暫定運行措置対象であった路線を再編・減便の上、一般営業路線に変更[95]

このバス路線再編成・整理は、市営バス事業規模の適正化と経営の健全化を目的とし、以下の方針を以って進めるとされた。
- 民間事業者との共同運行によって非効率となっている路線を移譲[85]
- 市営バスなどのバス路線や鉄道路線と並行・重複している路線の一部区間を廃止[85]
- 利用者数が少ない、または採算が取れず維持が困難である路線を廃止[85]

横浜市道路局の「横浜市生活交通バス路線維持制度」とは、市営バスの一部の廃止予定路線を民間に移譲し、その補助を行うというもので、市営バスの路線再編を受けて創設された。対象候補路線は計19路線であったが、14路線については運行事業者が決定しなかったため、暫定的に横浜市営バスが継続して運行することとなった。
「暫定運行措置路線」とは、運行経費の一部を横浜市の一般会計から繰出し2007年（平成19年）4月から2年間暫定運行を行ったもので、一定の利用が見込まれる廃止区間をカバーする形で新たに5路線が開設された。また、既存系統の3路線も暫定運行措置対象路線とされた。ダイヤは日中の1時間に1本のみの運行で、既存系統である68・79・293系統のみは1時間に1本ではなく現行便数から多少の減便での措置とされた。運行開始から2年を経過した2009年（平成21年）には、これらの路線の利用状況が増加傾向または横ばいであったことから、さらに支出を削減した上での運行継続であれば可能と判断され、運行経路・便数を再度見直した上で一般営業路線に変更された。
これら一連の路線再編成は地域住民に与える影響が大きいため、その後に地域での説明会などが開催された。しかし沿線市民の反発は非常に強いものとなった。またこの路線再編はあくまで採算が基準のため、81系統や95系統など利用客が多数あっても廃止となった系統があった。しかし、3系統や24系統の廃止を補う形で38系統の経由地が変更されるなど、利用者に対する一定の配慮は見られた。また、民間に移譲された路線はパターンダイヤになりかえって便利になったという意見もある。

### 2010年代以降

#### 横浜駅西口バスのりば再編
横浜駅のバスターミナルは、西口は相模鉄道主体の駅前再開発事業により1960年代に、東口は横浜市六大事業の一つであるみなとみらい21計画により1980年代にそれぞれ整備された。
その後、2010年代に入ると訪日外国人旅行ブームにより、国際的な観光地である横浜駅周辺にはインバウンド需要に対応した貸切バスの乗降が増加した。特に横浜駅西口を発着する貸切バスが増え、横浜天理ビル前では貸切バスの路上駐車が常態化して路線バスの運行を妨げていただけでなく、乗客の歩道滞留による歩行者阻害、ゴミのポイ捨てや近隣ビルのトイレ使用などが問題化していた。このため横浜市と戸部警察署、民営バス事業者（神奈川中央交通、相鉄バス）や近隣施設などで対策委員会を発足し、2016年度から協議を進めていた。
その結果、横浜市は2017年6月30日に横浜駅西口での貸切バス乗降場の運用開始を発表。西口第2バスのりば西側（野村證券横浜支店前）の路線バス停留所を有料予約制の貸切バス専用乗降場へ転用し、路線バス停留所を横浜天理ビル前に新設して移転するとし、同年7月24日より以下のように変更された。これに伴い、西口の交通規制変更や路線バスのりば変更などの再編が行われた。
- 横浜駅西口第2バスのりば
  - 横浜ベイシェラトン裏（東側）
    - 旧19番→21番：神奈川中央交通、横浜市営バス[100]
    - 旧20番→22番：横浜市営バス、相鉄バス、高速路線バス[100]
    - 旧21番→23番：高速路線バス降車場[100]

  - 野村證券横浜支店前（西側）
    - 旧22・23・24番→廃止、貸切バス乗降場へ転用[99]
- 横浜天理ビル前（新設）
  - 31・32番：横浜市営バス、相鉄バス（野村證券前から移転）[99]

### 年譜
- 1928年（昭和3年）11月10日： 横浜市営バス営業開始。市電浅間町車庫にバス出張所を併設する[4][6][11]。
- 1930年（昭和5年）4月15日： 桜木町車庫の使用を開始[12]
- 1932年（昭和7年）
  - 2月28日： 浅間町車庫をバス専用化・施設拡張。これに前後し桜木町車庫を廃止
  - 3月25日： 鶴見乗合自動車の買収契約を締結、同年7月1日より市営バス路線として運行開始
- 1933年（昭和8年）2月1日： 貸切バス営業開始[4]
- 1935年（昭和10年）12月23日： 市内遊覧バス営業開始[4]
- 1938年（昭和13年）1月16日： 鶴見車庫の使用を開始
- 1945年（昭和20年）
  - 5月29日： 横浜大空襲により浅間町車庫を中心に壊滅的被害、バス53台焼失[4]
  - 6月1日 : 末吉橋 - 鶴見駅西口線を皮切りに運行を再開する。
- 1947年（昭和22年）8月1日： 東京急行電鉄と臨時運転契約を結び同社線神奈川 - 川和間、同16日より同社線横浜駅 - 杉田間の代理運行を開始[24]
- 1949年（昭和24年）11月20日： 系統番号[8]をバス全路線に制定
- 1952年（昭和27年）5月12日： 9系統などでワンマン運行を開始[101]
- 1955年（昭和30年）
  - 1月8日 - 鶴見駅付近の踏切で京浜急行の電車と市営バス2台が衝突（三重衝突）。バスの乗客4人が即死、重軽傷者9人[102]。
  - 月日不詳 - 鶴見営業所、磯子営業所を開設[7]
- 1959年（昭和34年）7月16日： 横浜市営トロリーバス運行開始[6]
- 1966年（昭和41年）11月1日： 横浜市交通局再建計画がスタート。内容は主に横浜市電の廃止
- 1972年（昭和47年）3月31日： 横浜市電及びトロリーバスを全廃[38]
- 1988年（昭和63年）2月8日： 交通局の全額出資により外郭団体の横浜交通開発株式会社を設立、交通局保有資産の活用及び窓口業務などの関連事業委託を開始[66]
- 1991年（平成3年）5月10日： 磯子営業所金沢派出所廃止
- 1992年（平成4年）3月： 市営バス・地下鉄共通カード「マリンカード」発売開始
- 1994年（平成6年）10月1日： バス共通カード発売開始
- 1996年（平成8年）3月21日：10・93系統の車掌乗務を廃止、これにより市営バス全路線がワンマン運行となる。
- 1998年（平成10年）
  - 11月3日：この年に日本シリーズで優勝した横浜ベイスターズの優勝パレードが行われ[103]、市営バスの路線車を交通局で改造したオープントップバス[104]に選手らが乗って凱旋した。使用車両はP-U32L、富士重工業5E車体。
  - 11月27日： 今後の横浜市営バス事業のあり方検討委員会を設置。
- 1999年（平成11年）
  - 3月31日： 貸切観光バス事業廃止[25]
  - 12月9日： 今後の横浜市営バス事業のあり方検討委員会が答申を行う。
- 2005年（平成17年）3月28日： 周遊バス「あかいくつ」営業開始[4][105]
- 2006年（平成18年）3月27日： 野庭営業所廃止[25]
- 2007年（平成19年）
  - 3月18日： 浅間町営業所からPASMOを導入開始
  - 4月1日 : 路線再編対象32路線にて再編施行。港北ニュータウン営業所廃止[25]
  - 6月： 交通局内部で、総額8830万円の横領が発覚[106]
  - 12月9日：横浜交通開発へ61・117系統を移譲[107]、これに伴い当外郭団体が新たに乗合自動車事業の直営を開始[66]
- 2008年（平成20年）
  - 2月9日：横浜交通開発への磯子・緑営業所所管路線の運行委託を開始[108]
  - 6月22日： 全営業所でPASMOの導入完了[109]
  - 12月31日： 初めて一部の路線で終夜運転を実施[110]。
- 2010年（平成22年）7月31日： バス共通カードの取り扱いを終了[111]
- 2013年（平成25年）3月23日： IC乗車カード全国相互利用サービスを開始
- 2014年（平成26年）8月29日： 市営バス全車両車内において公衆無線LAN接続サービスの供用を開始[報道 4]
- 2016年（平成28年）
  - 9月30日： 市内遊覧バス「横濱ベイサイドライン」の運行を終了[112]
  - 10月1日： 観光スポット周遊バス「ぶらり観光SAN路線」営業開始[4]
- 2019年（令和元年）9月12日：燃料電池バス（トヨタ・SORA）の試験導入を発表。同月19日に出発式と試乗会が実施された[113][114]。
- 2020年（令和2年）7月23日 : 連節バス（YOKOHAMA BAY SIDE BLUE）の運行を開始[報道 5][115]。同時に観光路線の再編を行う[115]。

## 営業所
横浜市営バスの営業所と各担当路線は以下の通りである。
| 磯子営業所                                                                                               | 所在地   | 横浜市磯子区森三丁目1-19 |
| 磯子営業所                                                                                               | 担当系統 | 8・10・58・61 (交)・63・64・70 (交)・85・113 ・327(急)・117(急) (交)・215・293・321                                                                                          |
| 港南営業所                                                                                               | 所在地   | 横浜市港南区日野南三丁目1-1 |
| 港南営業所                                                                                               | 担当系統 | 2・45・51 ・52・64・76・107・108・111・112・130・188・217 |
| 港北営業所                                                                                               | 所在地   | 横浜市港北区大豆戸町581 |
| 港北営業所                                                                                               | 担当系統 | 6・13・14・38・41 ・67・84・96・104 ・(322(急))・129・155・300・301・302・304・600                                                                                           |
| 浅間町営業所                                                                                             | 所在地   | 横浜市西区浅間町四丁目340-1 |
| 浅間町営業所                                                                                             | 担当系統 | 26(急)・34・35 (346(急))・36・50・59・66・68・82・87・88・89 (ぶらり野毛山動物園BUS)・102・105・106・201・(329(急))・202・204・208・209・280(急) (ぶらり三渓園BUS)・291・292 |
| 滝頭営業所                                                                                               | 所在地   | 横浜市磯子区滝頭三丁目1-33 |
| 滝頭営業所                                                                                               | 担当系統 | 9・21・68・78・101・102 ・103 ・109(特)・123・133・135・156・158・200 (ベイサイドブルー)・219                                                                                |
| 鶴見営業所                                                                                               | 所在地   | 横浜市鶴見区生麦一丁目3-1 |
| 鶴見営業所                                                                                               | 担当系統 | 7・13 ・15・16・17(急)・18・19・27・29・48・86・128・155・181・213 |
| 保土ケ谷営業所                                                                                           | 所在地   | 横浜市保土ケ谷区川辺町4-2 |
| 保土ケ谷営業所                                                                                           | 担当系統 | 22・25・31・32・33・53・79・92(急)・101・125・127・199・207・210・211・212 ・214・218・220・248・260・288(急) (聖隷横浜病院循環)                                             |
| 本牧営業所                                                                                               | 所在地   | 横浜市中区本牧元町45-1 |
| 本牧営業所                                                                                               | 担当系統 | 8・20・26(急)・54・58・91・97・103・105 (328(急))・106・109(急)・168・222・271 (あかいくつ)・341(急)                                                                         |
| 緑営業所                                                                                                 | 所在地   | 横浜市緑区白山一丁目10-1 |
| 緑営業所                                                                                                 | 担当系統 | 1・12・28・36 (326(急))・39 ・56・73・80・82・92・119・124・172・179・221 (鴨居・東本郷線)・240・248・256・275 (ふれあいバス)・295・305・306・318                            |
| 若葉台営業所                                                                                             | 所在地   | 横浜市旭区若葉台二丁目15-1 |
| 若葉台営業所                                                                                             | 担当系統 | 23・55 (345}(急))・65・74・90・98・124・177・205・272 (ふれあいバス)・305・306                                                                                               |
| 備考 (特)：特急系統。ただし、急行系統・普通便の設定あり (急)：急行系統。但し17・26系統は普通便の設定あり |          | |

浅間町営業所、保土ケ谷営業所、滝頭営業所は、横浜市営バスの主要営業所であり、多数の路線と特殊路線を所管する。浅間町営業所にはCNG充填設備が設けられており、CNGバスが配置されている。CNGバスと充填施設が初めて配置されたのは滝頭営業所であるが、2008年（平成20年）に東京ガスとのパートナーシップ事業により浅間町営業所内に一般事業者や個人も利用可能なCNG充填設備が完成すると、滝頭営業所のCNG車両は全車が浅間町営業所に転属し、滝頭営業所のCNG施設の運用は廃止された。
港南営業所、若葉台営業所は郊外の大規模団地輸送路線を所管し、運行便数・輸送量は多いものの担当する系統数自体は少ない。
磯子営業所、緑営業所は、路線運行は市交通局の外郭団体である横浜交通開発へ管理委託されており、磯子営業所所管の61・70・117系統は横浜交通開発の直営路線となっている。市交通局からの運行委託路線と横浜交通開発の直営路線では、横浜市営バスの定期券・一日乗車券などは全て共通利用が可能である。
保土ケ谷・緑・鶴見・滝頭・港南・磯子営業所の敷地内には、横浜市営住宅が建設されている。営業所敷地内の市営住宅建設は、市民向け住宅の確保、バス路線の拡充、土地の有効活用の3点から、1972年（昭和47年）の保土ケ谷営業所の川辺町市営住宅の完成を皮切りに、昭和40年代から50年代にかけて行われた。滝頭営業所には横浜市電保存館が併設されているが、市営住宅建設に伴い一時閉鎖後、1983年（昭和58年）に市営住宅1階に再開館した。中には道路橋下にある本牧営業所のように、建築要件などの理由で高層住宅を建てられない営業所もある。
また、1998年（平成10年）には浅間町営業所の敷地内に西スポーツセンターが完成した。各営業所事務室は、これら建築物の1階・2階部分に収まる構造となっている。
これらの営業所内の公共施設建設は、交通局財産である営業所敷地の空中権を市建築局へ売却したことによるものであり、交通局ではこの空中権売却により累計約60億6,900万円の収入を得ている。

### 廃止された営業所・派出所
- 桜木町車庫：桜木町駅横。横浜市営バス営業開始に合わせて建設。1930年（昭和5年）4月15日使用開始、浅間町車庫に統合され、1933年3月廃止[12]。
- 磯子営業所金沢派出所： 横浜市金沢区幸浦二丁目1-17 （1991年5月10日廃止[119]）
- 港南営業所芹ケ谷派出所： 横浜市港南区芹が谷三丁目33-3 （1974年12月23日廃止[120]）
  - 翌24日から2006年3月27日まで野庭営業所芹ヶ谷詰所。同営業所廃止と共に神奈川中央交通に移譲。
- 浅間町営業所中山出張所 （1964年12月19日廃止[121]）
- （初代）鶴見営業所 - 横浜市鶴見区生麦四丁目6-37 （1981年5月5日廃止、現：港北営業所[122]）
- 西営業所： 横浜市西区高島二丁目18 （1965年7月11日廃止[121]、現：保土ケ谷営業所）
  - 跡地には横浜新都市ビル（そごう横浜店）が建てられ、1階は横浜駅東口バスターミナルになっている。この名残で営業所があった横浜新都市ビルの敷地の東側（元みなとみらい21線横浜地下駅建設予定地[123]）は市営バスの操車場として使われている。
- 野庭営業所： 横浜市港南区野庭町字宮久保637-2 （2006年4月1日廃止[25]）
- 緑営業所川和派出所： 横浜市都筑区川和町字上サ2469 （1991年6月28日廃止[119]）
- 港北ニュータウン営業所： 横浜市都筑区大丸23-21 （2007年4月1日廃止[25]）

## 営業区域

### 運行エリア

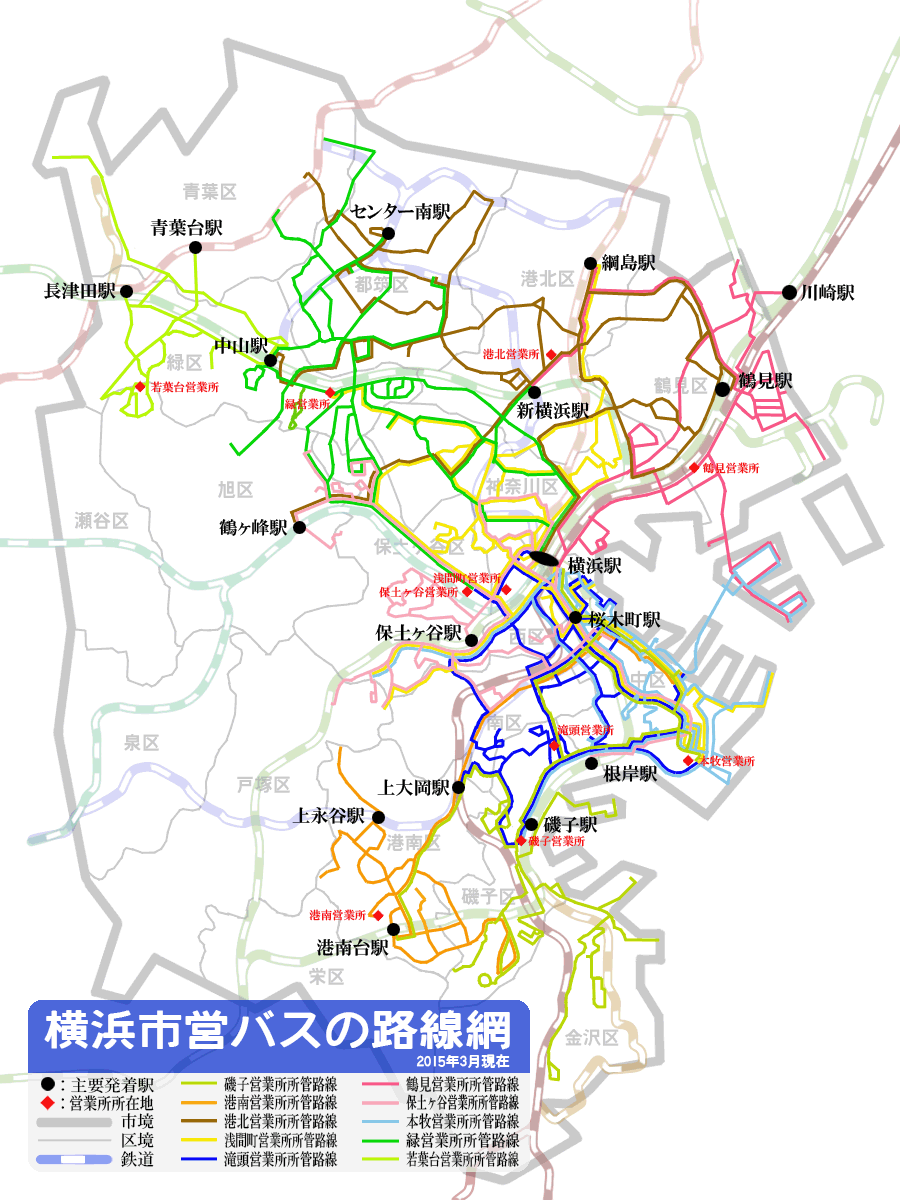
横浜市営バスの路線網

市営バスの運行エリアは、古くからの市街地が中心で開業当初からの路線や市電代替系統も多く、横浜駅へ直接発着する系統が目立つ中区・西区・保土ケ谷区・神奈川区、戦前当時の事情により市電が一路線しか開設されなかったものの、京浜工業地帯を抱え古くから市営バスが運行されていた鶴見区、戦後開発された大規模団地・住宅地と東京方面へ向かう鉄道路線駅とのフィーダー輸送路線が多い市郊外の緑区・都筑区・港北区（南部）・港南区・磯子区の一部となっている。
その他、各民営バスの営業エリア（青葉区・旭区・南区・金沢区・戸塚区）にも乗り入れる路線がある。横浜市内の民営バスは大別すると、市東部は川崎鶴見臨港バス、市西部は神奈川中央交通・相鉄バス、市南部は京浜急行バス・江ノ電バス・神奈川中央交通、市北部は東急バス・小田急バスが路線網を有している。
泉区・栄区・瀬谷区には現在市営バスの運行はない。かつては栄区や瀬谷区にも乗り入れていたが、泉区には市営バスの路線が定期運行された実績は無い（ただし、市営地下鉄が不通になった際に泉区内の踊場駅 - いずみ中央駅間で市営バスの車両・乗務員により代行バスが運行された実績はある）。
市外への路線は、鶴見営業所が所管する7系統が唯一川崎駅西口（川崎市幸区）へ乗り入れる。かつては横須賀市へ乗り入れる路線も存在した。
前述の経緯もあり、各民営バスとの市域内営業区域の分担は完全には徹底されておらず、各民営バスもそれぞれ市営バス運行エリアへ乗り入れる路線を持っており、民営バスとの共同運行路線も少なからず存在する。市営バス路線網の中心地といえる横浜駅にも民営事業者の路線が多数乗り入れている。2021年3月現在、横浜駅へ乗り入れる一般路線を有する民営事業者は京浜急行バス、神奈川中央交通・神奈川中央交通東、相鉄バスである。東急バスは2006年11月に、江ノ電バスは2019年12月をもって撤退している。
路線の総営業距離は2009年現在500kmほどで、毎日の利用数は約33万人である。かつては市内各地から横浜駅へ路線が集積する現在よりもさらに広い路線網であったが、2000年代に入り健全運営ができる事業規模に適正化するとして各民営バスへの路線移譲と再編が進められ若干縮小した。
その他、横浜市街地での観光に特化した特殊路線や、スパリゾートハワイアンズ行ツアーバスに代表される貸切運行および、スクールバスの運行がある。
各系統の詳細については所管営業所の項目を参照されたい。

### 系統番号
横浜市営バスの各路線には数字のみで表される系統番号が附番されており、営業運行車両の行先表示の左側に掲示される他、さまざまな案内に使用されている。1番から300番台の系統まで存在しており、現在運行されている系統数は約150である。附番には規則性はなく（後述）、また一部において同一の系統番号でも運行区間が殆ど異なる路線があったり（例：23・41・45系統）、同一区間の運行でも往路か復路かによって異なる附番であったり（例：35・50系統）と多少複雑な面がある。旅客案内では使用されないが、運行区間が異なる系統内での各運行パターンごとにアルファベット記号が付与されており、乗務員の運行指示書や業務書類などで用いられている。その他、行先表示には系統番号が掲示されない深夜バスや特殊路線などにも書類上は系統番号が附番されている。
|       | 運行区間                          | 使用時期   |
| ----- | --------------------------------- | ---------- |
| 1代目 | 横浜駅 - 保土ケ谷駅東口 - 戸塚駅  | 1948?-1957 |
| 2代目 | 桜木町駅 - 日ノ出町1丁目 - 戸塚駅 | 1957-1959  |
| 3代目 | 横浜駅 - (横浜新道経由) - 戸塚駅  | 1959-1962  |
| 4代目 | 長津田駅 - 上市ヶ尾 - 鉄町        | 1964-1966  |
| 5代目 | 青葉台駅 - 田奈駅 - 奈良北団地    | 1966-1993  |
| 6代目 | 新横浜駅 - 大倉山駅 - 鶴見駅西口  | 2010-      |

現在の系統番号制が開始されたのは1949年（昭和24年）11月20日である。当時存在していた運行路線に対して1系統から43系統まで順番に附番されたものであったが、路線の改変や廃止が繰り返されるにつれ路線廃止等で欠番となった系統番号を再附番した新設路線が開設されるようになり（その最たる例は左記の6系統である。）、その一方で1949年（昭和24年）の系統番号制施行から大きな路線変更がなく定着している路線においては混乱を避け番号の整理（変更）をなさないまま存続されているため、また路線が新設される際にも新番号が附番される場合と既存系統の子系統扱いとなる場合があることから、番号分けと各路線の開設時期や運行方面などは殆ど一致しない。理由は定かではないが、トロリーバスの代替系統・東戸塚駅発着の新設路線などは200番台、港北ニュータウン地区の新設路線や2010年代に新設された急行路線は300番台、駅から15分交通政策に関連し平成期以降に新設された路線は210番台、2007年の路線再編により暫定新設された路線には290番台に飛んだ系統番号が与えられたため、現在一般運行路線には欠番となっている番号が多数ある。
民営バス事業者の路線でも、横浜市営バスの共同運行路線では、民営事業者も基本的に横浜市営バスと同じ系統番号に合わせている、また、横浜市営バスから移譲された路線でも一部を除き系統番号が引き継がれている。移譲路線では、神奈川中央交通、京浜急行バス、相鉄バス、フジエクスプレスは横浜市営バスから引き継いだ数字のみの系統番号を使用。東急バスと相鉄バスは横浜市営バスから引き継いだ番号に漢字の頭文字を加えた系統番号（例：青23系統）を使用している。

### 特殊な路線

#### あかいくつ
| 路線名               | No. | 運行区間 | 運行区間         |
| -------------------- | --- | --- | ---------------- |
| A 中華街・元町ルート | 271 | 桜木町駅 → ハンマーヘッド → 赤レンガ倉庫・マリン&ウォーク → 中華街 (朝暘門) → 桜木町駅 ← ハンマーヘッド ← 赤レンガ倉庫前 ← 大さん橋客船ターミナル ← 山下公園 ← | 港の見える丘公園 |

観光スポット周遊バスあかいくつは、みなとみらい線沿線の観光施設を巡る循環運行の路線バスである。運賃は大人220円・小児110円である。PASMO・Suica等の交通系ICカードを利用しての乗車にも対応している。その他、市営バス一日乗車券・バス・地下鉄1日乗車券・市営バス回数券・みなとぶらりチケット・みなとぶらりチケットワイド・みなとみらいぶらりチケット（相鉄発行）・横浜1Dayきっぷ（京急発行）での利用が可能である。市営バス全線定期券・横浜市発給の敬老・福祉特別乗車証では乗車が出来ない。当路線専用のレトロ調バスで運行されているが、車両不足や臨時増発の場合は一般路線バス車両が充当される。本牧営業所が運行を担当しており、旅客案内上の呼称である「あかいくつ」のほか、書類上では271系統という系統番号が附番されている。

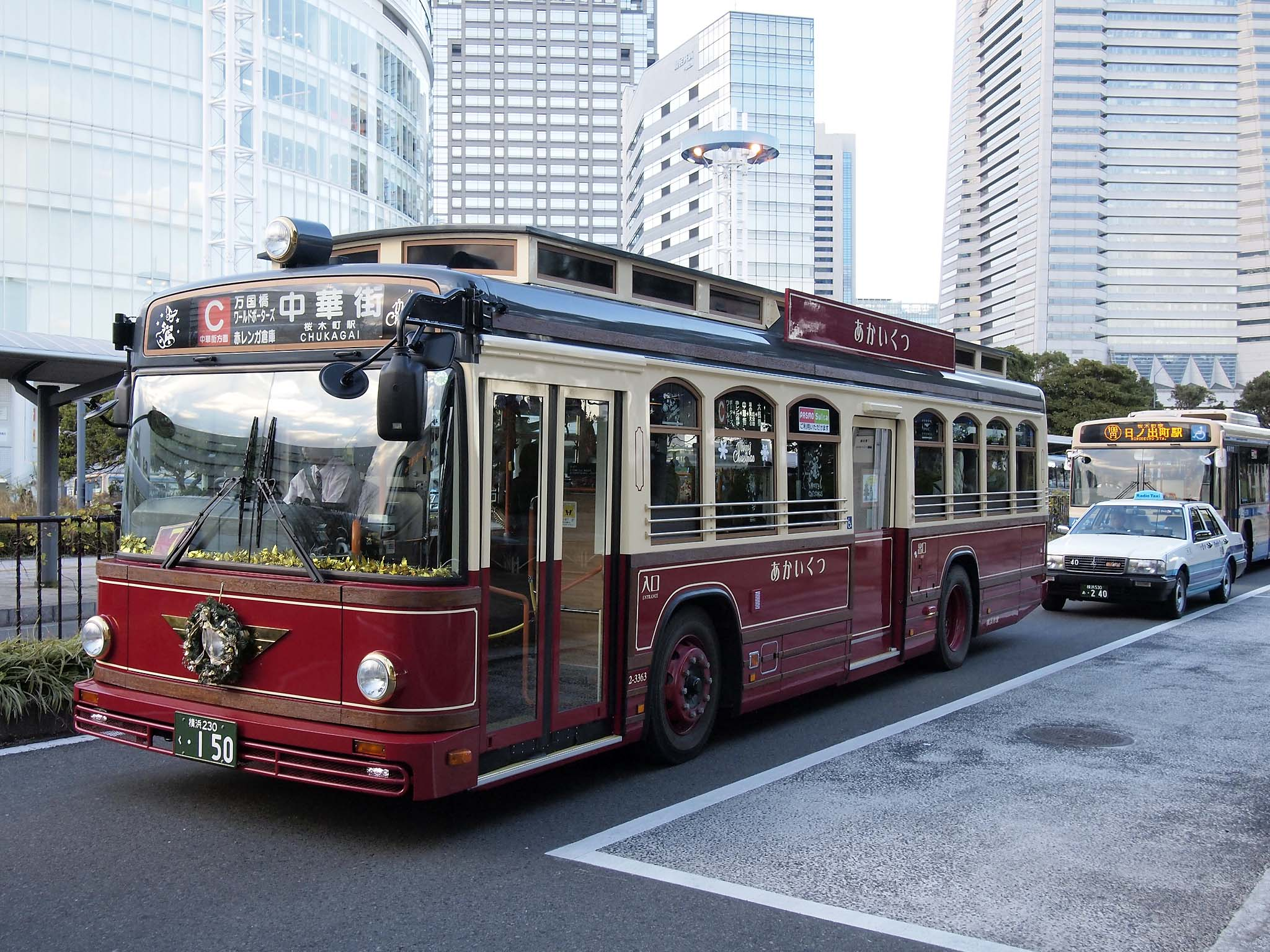
あかいくつ号（2012年12月24日、桜木町駅にて撮影）
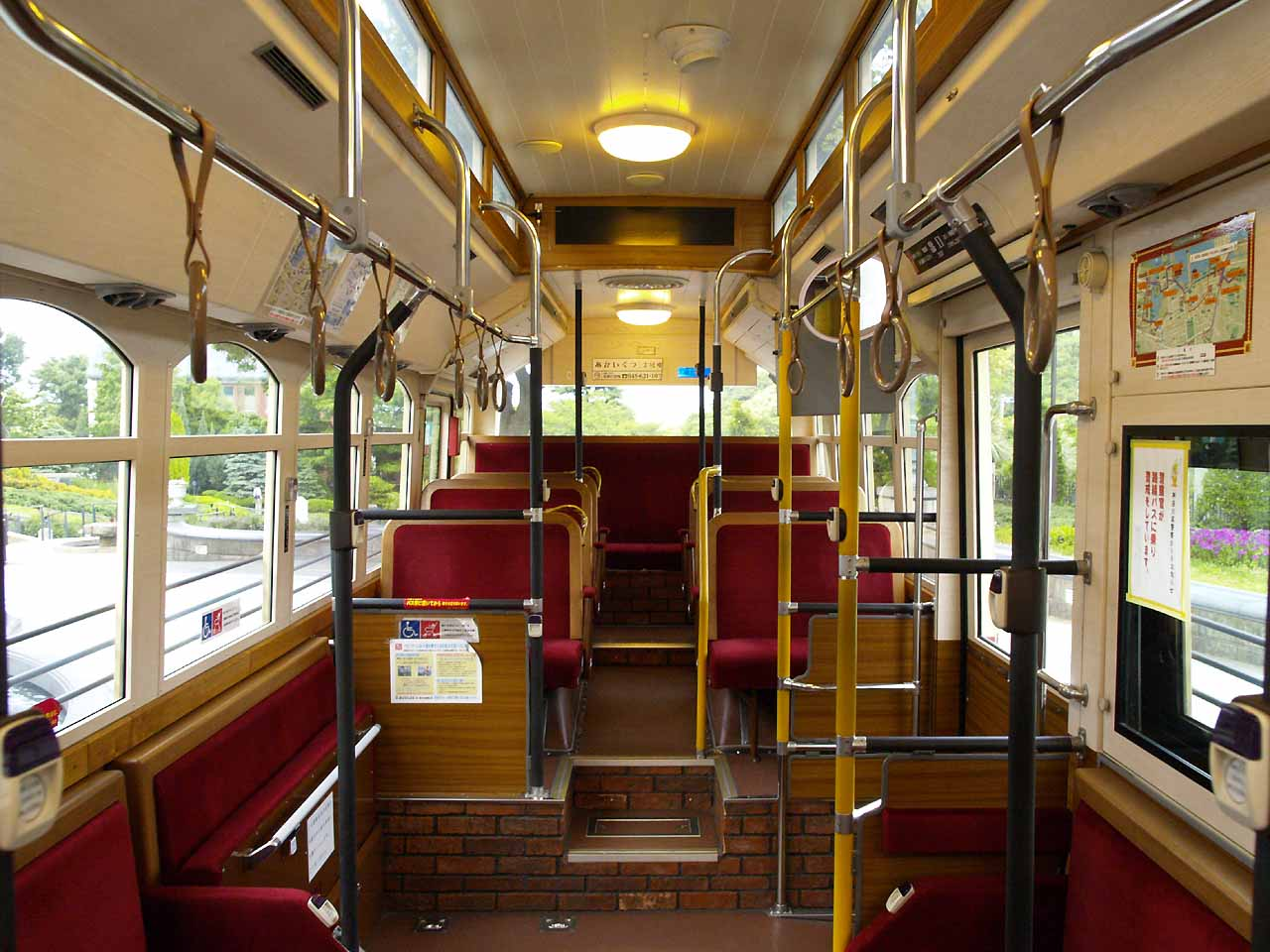
あかいくつ号車内（2008年5月22日撮影）

#### ベイサイドブルー
| No. | 運行区間 |
| --- | --- |
| 200 | 横浜駅 → パシフィコ横浜ノース → パシフィコ横浜 → カップヌードルパーク・ハンマーヘッド入口 → 山下公園 → 山下ふ頭 |
| 200 | 横浜駅改札口前 ← パシフィコ横浜ノース ← パシフィコ横浜 ← 赤レンガ倉庫前 ← 中華街入口 ← 山下町 ← 山下ふ頭        |

BAYSIDE BLUE（ベイサイドブルー）は、横浜駅と横浜都心臨海部に位置する主要施設を結ぶ路線バスである。山下ふ頭の再開発やパシフィコ横浜ノースの整備などを契機として、海沿いに立地し鉄道駅から離れている大型施設への回遊性を高める路線として開設された。運行には専用のハイブリッドノンステップ連節バスが用いられ、同車両のデザインを反映した停留所を発着するなど他路線とは差別化されており、来訪者にわかりやすい工夫がなされている。
滝頭営業所が運行を担当し、曜日を問わず日中に概ね20 - 30分間隔で運行される。乗車料金及びPASMO等乗車券の取扱については一般の横浜市営バス路線に準じている。車両不足や臨時増発の場合は一般路線バス車両が充当される。山下ふ頭では同路線の開設に先立ち整備されたバス待合所を発着するなど、連節車両の特性に合わせたルートと限られた停留所を運行する。なお、連節バスの運行にあたり、実績を持つ西鉄グループから走行特性などの教示を受けている他、道路運送車両の保安基準を超えることから、国土交通省関東運輸局および神奈川県警察、道路管理者から特別許可を得ている。

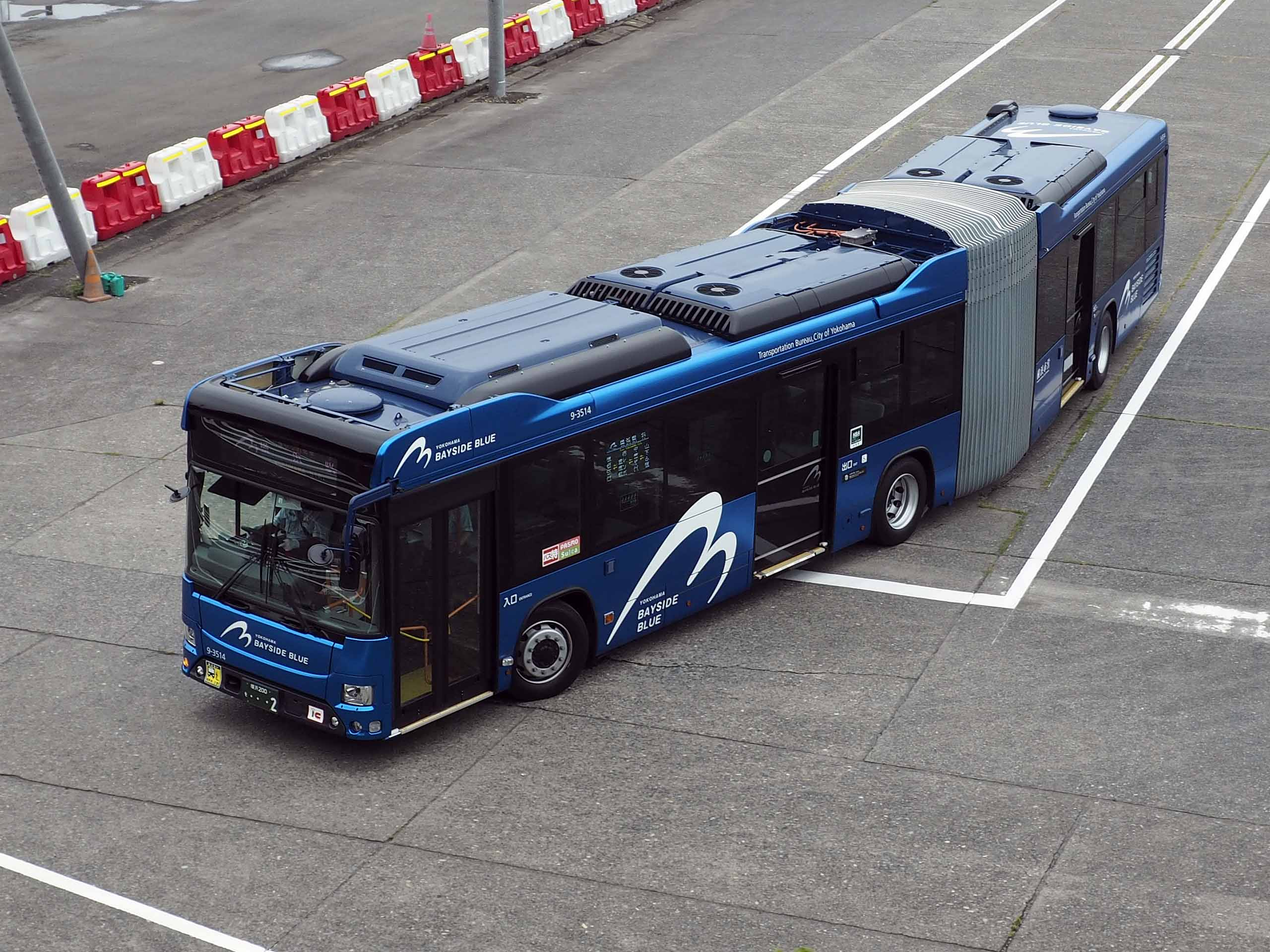
ベイサイドブルー専用連節バス

#### ぶらり三渓園BUS・ぶらり野毛山動物園BUS
| 路線名                 | No. | 運行区間                                                                            | 運行区間                                                                            |
| ---------------------- | --- | ----------------------------------------------------------------------------------- | ----------------------------------------------------------------------------------- |
| S ぶらり三渓園BUS      | 280 | (急行) 横浜駅 → 桜木町駅 → 中華街入口 → 三渓園                                      | (急行) 横浜駅 → 桜木町駅 → 中華街入口 → 三渓園                                      |
| S ぶらり三渓園BUS      | 280 | (急行) 横浜駅 ← 桜木町駅 ← 中華街入口 ← 三渓園入口 ← 三渓園                         |                                                                                     |
| Nぶらり野毛山動物園BUS | 89K | 横浜駅 → みなとみらい4丁目 → 桜木町駅 → 日の出町1丁目 → 野毛山動物園 → 一本松小学校 | 横浜駅 → みなとみらい4丁目 → 桜木町駅 → 日の出町1丁目 → 野毛山動物園 → 一本松小学校 |
| Nぶらり野毛山動物園BUS | 89L | 横浜駅 ← みなとみらい4丁目 ← 桜木町駅 ← 野毛山動物園 ← 一本松小学校                 | 横浜駅 ← みなとみらい4丁目 ← 桜木町駅 ← 野毛山動物園 ← 一本松小学校                 |
| Nぶらり野毛山動物園BUS | 89B | (平日夕方運行) 桜木町駅 - 野毛山動物園 - 一本松小学校                               | (平日夕方運行) 桜木町駅 - 野毛山動物園 - 一本松小学校                               |

ぶらり三渓園BUS、ぶらり野毛山動物園BUSは、横浜の玄関口である横浜駅東口から、三渓園と野毛山動物園の二つの観光拠点へダイレクトに移動ができる週末運行の観光路線バスである。横浜市営バスが長らく手掛けてきた定期観光バス「横浜ベイサイドライン」に代わり、あかいくつと同じく自由に乗り降りできる形態の観光バスとして2016年度に新設された。2ルートそれぞれのテーマカラーに彩られた専用のカラーリング車両を用いて運行されており、Nルート89系統の野毛山動物園 - 一本松小学校間を除いた全区間であかいくつと同様の各種観光乗車券が利用できる。乗車料金及びPASMO等乗車券の取扱については一般の横浜市営バス路線に準じている。
通常の横浜駅東口発着路線と同じく、復路の横浜駅方面行は横浜駅改札口停留所に立ち寄ったあと横浜駅東口バスロータリーへ到着する経路をとる。三渓園Sルートは一般の横浜市営バスが乗り入れない三渓園隣接駐車場内を発着しており、観光客の利便性が図られている。三渓園Sルートは土曜と日曜日の日中時間帯のみの設定であるが、野毛山動物園Nルートについては開設以前からの横浜市営バス一般系統であった89系統を継承しているため、曜日を問わず毎日終日にわたり運行がある。三渓園Sルートは旅客案内上においても書類上の系統番号が表されず差別化されているが、野毛山動物園Nルートについては89系統の系統番号が併記される。また、野毛山動物園Nルートの平日夕方は横浜駅へ向かわない桜木町駅発着便のみの営業とされている。
2016年度の開設時には上記2ルートの他、ぶらり赤レンガBUSの路線名を与えられたルートが存在し、これら3ルートを総称するぶらり観光SAN路線との旅客案内が行われていた。

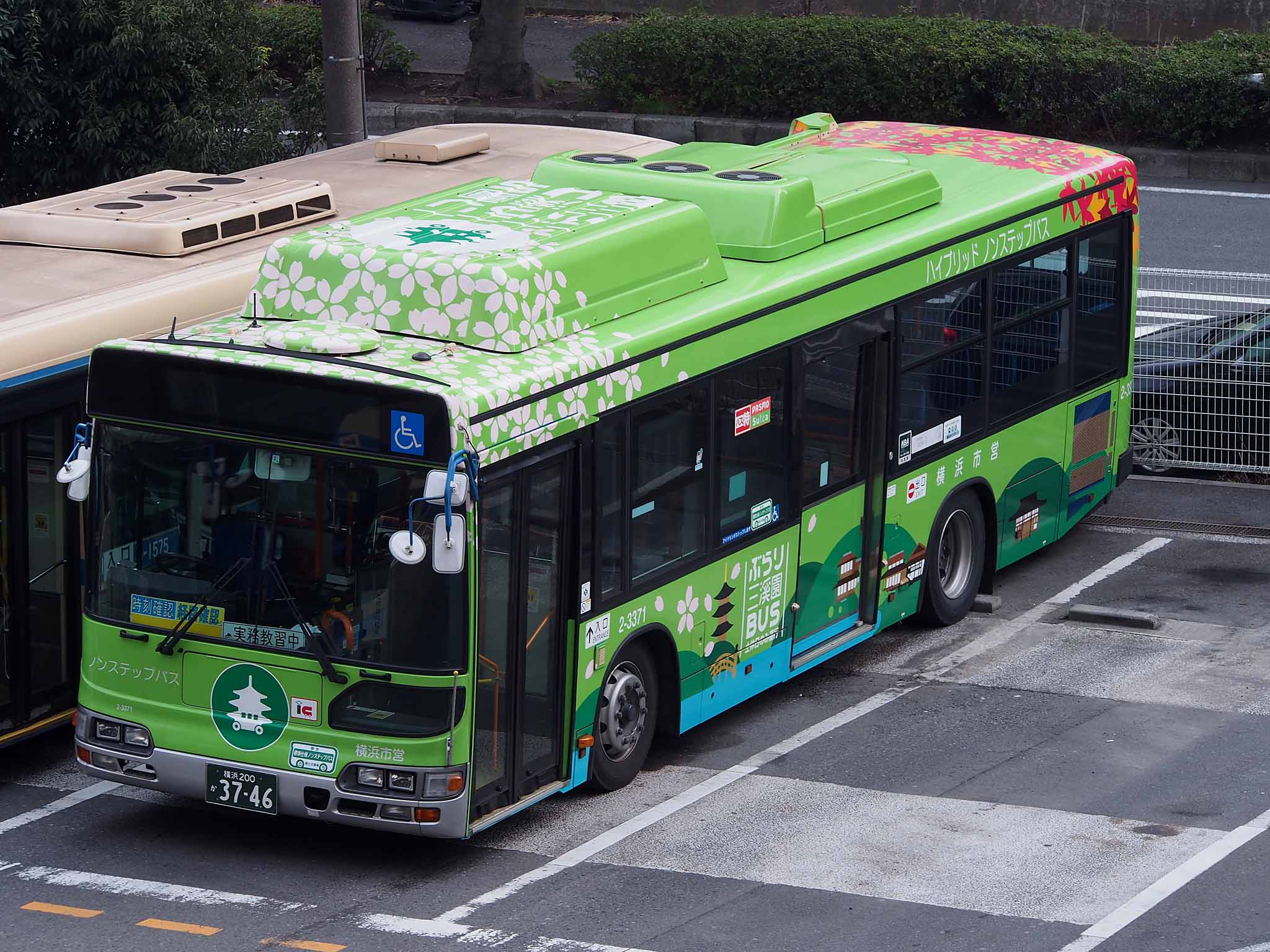
ぶらり三渓園BUS(2-3371)
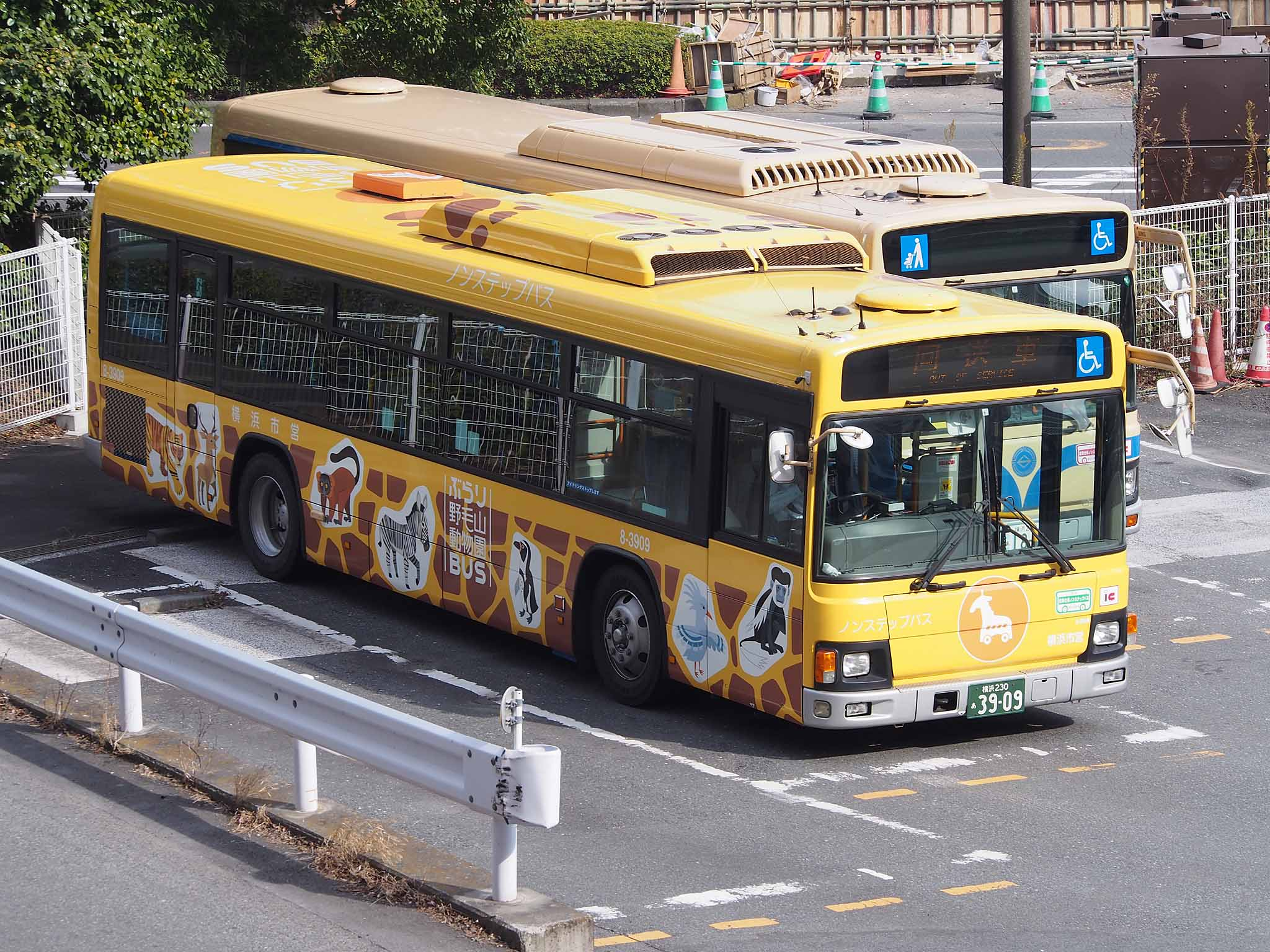
ぶらり野毛山動物園BUS(8-3909)

#### ピアライン
| 路線名                        | No. | 運行区間 |
| ----------------------------- | --- | --- |
| P ピアライン (朝夕運行ルート) | 281 | 桜木町駅 - 横浜市役所前 - ハンマーヘッド |
| P ピアライン (日中運行ルート) | 281 | 桜木町駅(市役所口) → 桜木町駅→ 横浜市役所前 → 国際橋・カップヌードルミュージアム前 → ハンマーヘッド 桜木町駅(市役所口) ← 桜木町駅 ← 横浜市役所前 ← ハンマーヘッド |
| P ピアライン (日中運行ルート) | 281 | 桜木町駅(市役所口) - 桜木町駅 - 横浜市役所前 - ハンマーヘッド |

ピアラインは、新港ふ頭客船ターミナル「横浜ハンマーヘッド」と桜木町駅を結ぶ路線バスである。曜日を問わず終日運行されており、ナイトタイムエコノミーの促進を目的として終車時刻を22時台に設定していることが特筆される。朝と夜間を除き桜木町駅(市役所口)を起終点としており、日中便の往路のみは国際橋・カップヌードルミュージアム前に立ち寄る運行経路をとる。なお、路線開設時に設定されたみなとみらい・新港地区における周遊性を重視した循環運行ルートは当面の間運行を休止している。
運行には専用のカラーリング車両のほか燃料電池バスが用いられる。滝頭営業所が運行を担当し、旅客案内上の呼称である「ピアライン」のほか、書類上では281系統という系統番号が附番されている。乗車料金及びPASMO等の乗車券の取扱については一般の横浜市営バス路線に準じている。
2023年3月に廃止された。

#### ふれあいバス
この節では便宜上、ふれあいバスと同様の取り組みの一環である地域貢献型バスサービス路線についても記述する。
| 路線名                          | No.  | 運行区間                                                                         |
| ------------------------------- | ---- | -------------------------------------------------------------------------------- |
| ふれあいバス 緑区・十日市場地区 | 272D | 十日市場駅 → ヒルタウン中央 → 十日市場駅                                         |
| ふれあいバス 緑区・上山地区     | 275B | 中山駅 → 上山町公園 → 白山通り → 上山町公園 → 中山駅                             |
| 聖隷横浜病院循環                | 288A | (急行) 聖隷横浜病院 → 藤棚 → 水道道 → 保土ケ谷駅東口 → 保土ケ谷橋 → 聖隷横浜病院 |

生活支援バスサービスふれあいバスは、市交通局の地域貢献策として2009年（平成21年）12月に試行が開始されたコミュニティバス的性格を持つ路線である。経路選定は既存路線より離れた交通空白地帯、あるいは病院・公共施設へのアクセスが不便な地域を補完することに主眼が置かれており、2009年度（平成21年度）に緑区・中区において、続いて2012年度には既存路線からの変更を含めて鶴見区・神奈川区において曜日に関わらず日中2便の運行で開設された。保土ケ谷区においては2009年度に一般系統扱いながらふれあいバスとほぼ同一の運行形態をとる22系統の追加ルートが新設されている。
加えて2016年度（平成28年度）には、保土ケ谷区の聖隷横浜病院との連携により通院に特化した新路線が開設された。当病院の敷地内を発着し、JR横須賀線の保土ケ谷駅東口や相鉄線西横浜駅での乗継ができる水道道停留所などの主要地点のみに停車していく循環運行であり、既存路線の32系統を増強する形で平日の午前中にのみ便が設けられた。
いずれの系統も深夜バスと同様、各系統ともに旅客案内には使用されない書類上の系統番号が与えられている。運賃の取扱方式・利用可能乗車券は他の一般路線と同一である。

### 臨時営業路線

#### 37系統
| No. | 運行区間                                              |
| --- | ----------------------------------------------------- |
| 37A | 横浜駅西口 - (鶴屋町3丁目・浅間下) - 三ツ沢グランド前 |
| 37B | 横浜駅西口 - (岡野町・浅間下) - 三ツ沢グランド前      |
| 37C | 三ツ沢グランド前 → (沢渡・鶴屋町3丁目) → 横浜駅西口   |
| 37E | (直行) 横浜駅西口 - 三ツ沢グランド前                  |

- 1952年10月29日： 横浜駅 - 浅間下 - 三ツ沢グランド前間を開設[4]。当初から行事開催時の臨時運行系統であった[4]。
- 1958年5月18日：横浜駅西口発着便を新設。後に横浜駅（東口）発着便は運行されなくなっている
- 詳細時期不明：途中停留所無停車の直行運行となる
- 詳細時期不明：東神奈川駅西口発着便を新設
- 詳細時期不明：東神奈川駅西口発着便廃止

37系統は、三ツ沢球技場（ニッパツ三ッ沢球技場）でのサッカー試合等開催時に臨時運行される系統である。利用状況に応じて全営業所から車両が充当されるため、横浜市営バスの全一般車両に当系統の行先表示の用意がある。横浜駅西口発着便については原則として一般の三ツ沢方面系統と同様の経路を運行するが、復路の横浜駅西口行については翠嵐高校前廻りで運行する場合がある。

#### 49系統
| No. | 運行区間                                     |
| --- | -------------------------------------------- |
| 49A | 横浜駅前 - 桜木町駅前 - 大桟橋客船ターミナル |
| 49C | 大桟橋客船ターミナル → 桜木町駅前            |

- 1991年11月23日： 49系統横浜駅 - 大桟橋ターミナル運行便(A)、桜木町駅 - 大桟橋ターミナル運行便(B)を新設

かつては花月園競輪場への送迎バスにこの番号が付されていたが、現在は大桟橋への臨時送迎バスが書類上49系統を名乗っており、横浜港国際客船ターミナルに大型客船が入港する際に運行されるが、客船側からバスをチャーターされる場合がほとんどなのでほぼ運行されることはない。なお、2003年（平成15年）から2005年（平成17年）までみなとみらい100円バスに「大さん橋・山下公園ルート」があったが、こちらは横浜港国際客船ターミナルに大型客船が入港していなくても大さん橋に発着していたほか、後に開設されたあかいくつ路線では終日大さん橋に立ち寄る経路の運行となった。

#### 150系統
| No.         | 運行区間                                 |
| ----------- | ---------------------------------------- |
| 150A / 150C | 横浜駅西口 - 横浜国立大学正門前 - 国大西 |
| 150B / 150D | 横浜駅西口 - 横浜国立大学正門前          |

- 2011年3月22日： 201・329系統の横浜国大構内乗入れと共に臨時系統として設定

横浜国立大学のオープンキャンパス開催時や入学試験が行われる際に臨時運行される系統である。37系統と同様に途中停留所無停車にて運行され、利用状況に応じて全営業所から車両が充当される。相鉄バスとの共同運行系統である。かつて150系統として関内駅北口 - （保土ヶ谷バイパス経由） - 若葉台中央線が運行されていたが、当路線は全くの別路線であり150系統を名乗る路線としては2代目にあたる。

#### 雨の日臨時便（廃止）
| 系統 | No.  | 運行便区間                                | 備考   |
| --- | ---- | ----------------------------------------- | ------ |
| 36 | 338A | 片倉町駅 - 西菅田団地 - 菅田町            |        |
| 158 | 333B | 睦橋 → 日本大通り駅県庁前 → 本町4丁目     | ※1     |
| 201 | 332A | 浅間町車庫 → 岡野町 → 横浜駅西口          |        |
| 215 | 339B | 杉田坪呑中央 → 新杉田駅                   |        |
| (104) | 322A | 梶山 → 港北区総合庁舎 →（急行）→ 新横浜駅 | ※2     |
| 329 | 342B | 横浜駅西口 →（急行）→ 国大西 → 横浜駅西口 | (循環) |
| ※1：当臨時便独自区間便 ※2 : 322系統は雨の日臨時便のみ運行されるが、 同区間の各停便として104系統が存在するため上記の表記とした。 |      |                                           |        |

- 2009年6月1日： 21・34・36・41・45・58・74・111・201・202・213・215系統に新設[136]
- 2010年6月7日： 41（336A : 新横浜駅 - 太尾新道循環）・45（335A : 洋光台駅→南公園→港南台駅）・111（335B : 港南台駅→バイパス下→洋光台駅）系統運行便を廃止[137]。
  - 2（340A : 港南車庫 →上大岡駅）・111（340B : 上大岡駅 → 港南台駅）・322系統運行便を新設[137]
- 2011年5月30日： 34（331A : 横浜駅西口 → 沢渡循環）・58（334B : 根岸駅 → 本牧原）系統運行便を廃止[138]。
  - 79（341A : 平和台 - 蒔田駅循環・341B : 平和台 → 日本大通り駅県庁前）系統運行便を新設[138]
- 2012年5月14日： 21（333A : 根岸駅 - 市電保存館）系統運行便を廃止
- 2012年6月1日： 158（333B : 睦橋→本町4丁目）系統運行便を新設
- 2012年7月20日： 74（330A : 中山駅北口 → 谷津田原循環）・202（332A : 横浜駅西口 → 浅間町車庫）系統運行便を廃止[139]。
  - 急行329（342A : 横浜駅西口 → 国大西循環）系統運行便を新設[139]
- 2013年11月1日： 2 (340A : 港南車庫→上大岡駅)・79 (341A : 平和台 - 蒔田駅循環・341B : 平和台→日本大通り駅県庁前)・111 (340B : 上大岡駅→港南台駅)系統運行便を廃止[140]。
  - 運行有無の確定基準を降水確率50%以上から70%以上へ変更[140]
- 2014年1月6日： 急行329系統（横浜駅西口 → 国大西循環）の停車停留所変更に準じ[141]、同雨の日臨時便を変更（342A→342B）
- 2014年7月31日： 58（334A : 小港 → 根岸駅）系統運行便を廃止[142]
- 2014年9月1日： 58（334C : 小港橋 → 山下町）系統運行便を新設[142]
- 2015年1月4日： 213（337A : 新子安駅西口 → 西寺尾4丁目循環）系統運行便を廃止[143]
- 2015年12月1日： 215（339A : 杉田坪呑中央 → 新杉田駅）系統運行便を終日運行便と同じ経路に変更。
- 2019年11月5日 : 58（334C : 小港橋 → 山下町）系統運行便を廃止[144]。
- 2024年4月1日：ダイヤ改正により全便廃止[145]

雨の日臨時便は、利用が増え混雑・遅延が顕著に発生する雨天日の朝ラッシュ時間帯に限り運行される臨時増発便である。サービス向上策の一環として2009年（平成21年）6月1日より運行開始された。当増発便のみの独自区間運行が存在する系統がある。運行有無の確定基準は前日17時に気象庁から発表される神奈川県東部午前6 - 12時の降水確率が70%以上であることとされており、これに該当しない場合は雨天日でも運行されない。また、夏休み期間および年末年始では降水量に関わらず運行されない。この運行有無は横浜市交通局の公式HPにて前日の19時に掲出される。深夜バスと同様、各系統ともに旅客案内には使用されない書類上の系統番号が与えられている。

## 運賃・乗車券類

### 運賃
全線でPASMO・Suica、および相互利用可能な交通系ICカードが利用可能。乗降方式は全線で前乗り中降り運賃先払い制を採用する。
下記以外の系統は大人220円・小児110円均一（横浜市内均一運賃）料金となっている。
- 滝頭営業所が運行する三井アウトレットパーク横浜ベイサイド直行便は大人650円小児330円（IC : 325円）となっている[149]。
- リムジン型車両にて運行する109系統特急便は交通系ICカードのほかにVISAによるタッチ掲載が使用できるが、現金での利用はできない[150]。
- 有料道路を経由していた109系統については、開設当初から横浜ベイブリッジ（首都高速湾岸線）区間を乗車する場合に大人230円・小児120円とする割増運賃が設定されていたが[151]、一般道路経由への変更に伴い割増運賃制は廃止された[44][45]。

#### 乗継運賃制度（廃止）
2008年（平成20年）3月30日から2021（令和3年）年3月31日まで、一部区間にて市営バスから市営バスへ乗り継ぐ場合に2回目の乗車運賃が無料となる乗継運賃制度が存在した。2021年4月1日のダイヤ改正で全て廃止となっている。
この制度は、2008年3月30日に施行された市営地下鉄グリーンライン開通に伴う路線再編と同時に新設されたものだった。区間内での利用の際、1回目の乗車時に乗務員に申し出て無料乗継券を受け取り、2回目の乗車時に乗務員に乗継券を渡す形で利用できた。
- 江田駅 - （301系統） - 池田・都筑ふれあいの丘 - （徒歩7分） - 御影橋 - （306・310・124・80系統） - センター南駅
  - 301系統 江田駅 - 御影橋 - センター南駅間運行便の廃止によるもの[153]
- 仲町台駅 - （301系統） - 池田・都筑ふれあいの丘 - （徒歩7分） - 御影橋 - （306・310・124・80系統） - センター南駅
  - 88系統 仲町台 - 都筑ふれあいの丘 - センター南駅間運行便の廃止によるもの[153]
- 地区公園・保育園前 - （65系統のみ） - 十日市場・十日市場駅 - （23系統） - 中山駅前
  - 2010年（平成22年）6月28日より設定[152]。なお、23系統L : 中山駅 - 若葉台中央運行便が利用可能な若葉台中央・霧が丘高校・中山谷停留所からの利用はできない[154]。また、23系統S青葉台駅 - 三保中央運行便および55・321系統での利用はできない[154]。
- 江田駅 - （301系統） - 仲町台駅 - （300系統） - 新横浜駅
  - 2010年（平成22年）11月8日より設定[152]。この区間は市営地下鉄の開業まで300系統 江田駅 - 新横浜駅として直通運行されていた[4]。

- 緑車庫前 - （36系統） - 菅田町入口 - （129系統） - 新横浜駅前
  - 120系統 菅田町 - 菅田町入口 - 新横浜駅前間運行便の廃止に伴い、乗継割引を開始[報道 7]。後に新設された295系統の増便に伴い、2013年3月30日をもって乗継割引が廃止された[155]。

なお、バスの乗継制度では他の公営バスでの例として、東京都交通局全線（一部路線を除く、PASMO・Suicaのみ対象）での2回目の乗車運賃が100円引となる乗継割引、大阪市交通局が古くから実施してきた地下鉄への乗り継ぎも可能な乗継割引制度（民営化後も継続、PiTaPa除く）などがある。横浜市交通局では設定区間が限定され市営地下鉄との乗継割引もないため、乗継割引制度の新設を評価する意見がある一方で、さらなるサービス内容の充実を求める意見もあった。

### 乗車券類

#### 一日乗車券
- 市営バスのみ利用できるIC一日乗車券を大人600円・小児300円で[156]、市営バス・市営地下鉄共通の一日乗車券を大人830円・小児420円で発売している。「あかいくつ」「ぶらり観光SUNバス」「ベイサイドブルー」でも利用できる[156]。
- 市営バス専用一日乗車券はPASMO・Suicaに書き込めるIC一日乗車券のみとなっており、初回乗車時に乗務員に申し出ることで、PASMO・SuicaのSF残高から代金を引き去る[156]。

#### 回数券（廃止）
- 市営バス専用回数券は、交通系ICカードの普及を理由に、2018年（平成30年）3月31日をもって販売終了した[157]。
- 横浜市内バス共通回数券は、1997年（平成9年）販売終了[157]。詳細は「バス共通カード#共通回数券の時代」を参照。
- かつては市電・市営トロリーバス・市営バスの共通回数券（200円、10円券21枚綴）が発売されていた[158]。

#### マリンカード・Yカード（廃止）
1992年（平成4年）3月14日より、他地域各社より先駆けて神奈中バス・江ノ電バス・川崎市バスなどと共同で、磁気式プリペイドカード「マリンカード」、横浜市交通局のみで利用可能な「Yカード」を発売した。
その後、首都圏各社局で共通利用可能なバス共通カードも併せて発売され、利用可能となっていた。
2007年3月18日にPASMOがサービス開始されると、翌2008年（平成20年）2月21日にマリンカード・Yカードは販売終了した。

市営バスでのPASMO利用率が3割を超え今後も一層の普及が見込まれるとして、2010年（平成22年）3月31日にバス共通カードも販売終了した。同年7月31日を以ってマリンカード・Yカード、バス共通カード共に取り扱い終了し、払戻しの取り扱いとされた。

### PASMO
横浜市営バスの一般運行路線では、横浜市営地下鉄と同様にPASMOとSuicaの利用が可能である。利用時にはバス利用特典サービスが適用される。車内では千円札・二千円札を一枚ずつチャージすることが可能であるが、10,001円以上の残額があるカードにはチャージができない。オートチャージサービスには未対応である。
PASMO・Suica以外にも、交通系ICカード全国相互利用サービス対象の全国8つの交通系ICカード（Kitaca、TOICA、ICOCA、SUGOCA、manaca、PiTaPa、はやかけん、nimoca）での運賃支払いも可能であるが、PASMO・Suica以外のカードにおけるIC定期券・IC一日乗車券・バス利用特典サービスの取り扱いはない。
市営バス定期券のPASMOへの搭載対応は、現行の定期券の券種が「全線定期券」、指定駅停留所から2km以内区間の「短距離定期券」、民営バスとの「共通定期券」の3種であることから、全車両にカードリーダー（車載器）が取り付けられるまで設定が見送られたが、2008年（平成20年）6月22日に全車両がPASMO利用に対応したため、同年7月1日から市営バスのPASMO定期券の発売が開始された。
鉄道駅との接続が多い路線を多数所管するという理由で浅間町営業所から導入が開始され、2008年（平成20年）6月22日に全営業所の所管路線で利用開始となった。
年譜
- 2007年3月18日： 浅間町営業所に導入
- 2007年11月18日： 保土ケ谷営業所に導入[162]
- 2007年12月23日： 本牧営業所に導入[163]
- 2008年1月20日： 若葉台営業所に導入[164]
- 2008年2月24日： 緑営業所に導入[165]
- 2008年3月16日： 港北営業所に導入[166]
- 2008年4月27日： 港南営業所に導入
- 2008年5月25日： 鶴見営業所に導入[109]
- 2008年6月8日： 磯子営業所[109]、横浜交通開発に導入
- 2008年6月22日： 滝頭営業所に導入[109]
- 2008年7月1日： 市営バスのPASMO定期券発売開始[109]
- 2013年3月23日： PASMO・Suica以外の交通系IC全国相互利用サービスを開始
- 2014年7月1日： 市営バス専用IC一日乗車券の発売を開始

### 企画乗車券
通常の一日乗車券の他、以下の市営バス限定の企画乗車券が発売されている。なお、他社が発行する市営バスの利用ができる企画乗車券の記述については省略する。
環境定期券制度
通勤定期券・シニアパスを所持している乗客と同伴で乗車する場合、5人まで全線1人100円（子供50円）で乗車できる制度。他社とは異なり、家族以外でも適用になるのが特徴である。定期券範囲外の場合は所持者は100円になり、他社発行の共通定期券でも制度を受ける事が可能。
みなとぶらりチケット
横浜中心部の観光スポット周辺に利用エリアが限定されている一日乗車券。市営地下鉄にも横浜駅から伊勢佐木長者町駅まで利用可能。また、あかいくつ号やぶらり観光SAN路線も利用可能。利用エリア外での乗車や乗り越しはその分の実費を支払わなければならず、バスの車内では注意を促す放送が流れる。提携施設や提携店舗での割引やサービスの特典も付加されている。大人500円・小児250円。
みなとぶらりチケットワイド
みなとぶらりチケットのエリアに加えて、市営地下鉄新横浜駅で乗降が可能（横浜駅 - 新横浜駅間での乗降は不可）。新横浜地区の提携施設や提携店舗での割引やサービスの特典も付加されている。大人550円・小児280円。
EXみなとぶらりチケット
みなとぶらりチケットワイドと同じ内容であるが、東海道・山陽新幹線の「エクスプレス予約」または「スマートEX」との組み合わせでみなとぶらりチケットワイドよりもお得になるものである。発売には発売日の2日前以降の新横浜駅到着の「EXご利用票」または「ご利用票」のいずれかの提示が必要である。新横浜駅の駅事務室・改札口案内所のみで発売されている。大人500円・小児250円。

## 車両

### 概説
日野自動車、いすゞ自動車、三菱ふそうトラック・バス、トヨタ・FCHV、日産ディーゼルの5メーカーの車両を保有している。なお、事業用車両はこの限りではない。車両保有数は2020年現在約800両である。低床車の導入に積極的でノンステップバスは全車両の96％、ワンステップバスは4％と非常に高い割合となっている。低公害車の導入にも比較的積極的であり、電気式ハイブリッドバスを70台ほど保有している。蓄圧式ハイブリッドバスは世代交代により、2011年度をもって全車が置き換えられており現存しない。
2004年度（平成16年度）より新車購入は入札制とされており、毎年単一メーカーの車両が大量に導入される。
かつては営業所ごとに導入車両メーカーが指定されており、磯子・滝頭営業所は日産ディーゼル/UD製、港南・浅間町・保土ケ谷営業所は日野製、港北・鶴見営業所はいすゞ製、本牧・緑・若葉台営業所は三菱ふそう製の車両で統一されていた。廃止された野庭営業所は日野製の車両、金沢派出所と港北ニュータウン営業所は日産ディーゼル製の車両が指定されていた。
新車導入や車両転配によりこの原則は崩れている。
車種は大型車（短尺）に加え、大型長尺車・大型標準尺車、中型車、小型車など、所管の路線事情に見合った車種が各営業所に配置されている。
- 8・58・105系統など本牧方面の路線を担当する本牧営業所、大規模団地輸送を担当する磯子・港南・若葉台営業所、17系統・181系統など大黒ふ頭方面の路線を担当する鶴見営業所には、大型長尺車が配置されている。
- 横浜市営バスの一部営業所にはワンステップバスが配置されている[52]。かつては一般路線用のツーステップバスも保有していたが、2013年11月に行われたさよならツアーに使用された9-4532号車の廃車をもって全車除籍となった[171]。
- 鶴見・保土ケ谷・本牧・緑営業所には中型車が配置されている。
- 保土ヶ谷・滝頭・本牧・磯子・緑営業所には、狭隘路線専用の小型車が配置されている。保土ケ谷営業所が最も小型車の配置台数が多い。
- 滝頭営業所には燃料電池バスが配置されている。6年契約のリースにより導入され、ENEOS横浜南水素ステーションにて水素燃料充填を行っている。
- 滝頭営業所には国産ハイブリッドノンステップ連節バスが配置されている。2019年度に導入された4台の連節バスについては、4億円の導入費用のうち2分の1を国から、4分の1を横浜市から補助を受けた。
- 浅間町営業所にはCNGバスが配置されていた[51]。1999 - 2001年度に導入されたCNGノンステップバスの車両登録番号は、2002年（平成14年）のFIFAワールドカップ決勝戦の横浜開催を記念して20-02とされた。かつては滝頭・港北営業所にもCNG車が配置されていたが、滝頭営業所は2008年度、港北営業所は2013年度にCNG充填設備が廃止され、所属していたCNG車両は浅間町営業所および緑営業所に転属された。2017年度には緑営業所におけるCNG車両の運用を終了した[51]。2022年度に浅間町営業所もCNG充填設備が廃止され全てのCNG車両が運行終了となった。
- 港北・港南・浅間町・保土ケ谷・本牧・港北営業所にはハイブリッドノンステップバスが配置されている[51]。過去には若葉台・緑・本牧営業所への蓄圧式ハイブリッドバスの多数配置や、排気再循環装置付バス、リフト付バスなどの低公害車・バリアフリー対策車両の配置が比較的初期から積極的に行われてきた。
- 滝頭営業所には貸切、路線バス用のスーパーハイデッカーが在籍している。このスーパーハイデッカー車はリースによって導入され、車椅子用リフトを装備している。かつては市内遊覧バスとしても利用されていた。車両の登録番号は市内遊覧バスの運行開始年にちなんだと考えられる「19-35」とされた。先代の市内遊覧バスだったヨンケーレ製2階建て車両（日産ディーゼル・スペースドリーム）は退役後も1台が残っていたが、2015年3月限りで廃車された[報道 9]。
- 滝頭営業所にはツーステップ・トップドア・全席ハイバックシート仕様である貸切用途専用車両が在籍している。車体にはかつての観光バス車両と同一の塗装が施されている。さらに、2011年には同じく保土ケ谷営業所にハイデッカー仕様の貸切用途専用車両が配置された。この車両は市内遊覧バス用車と同一の赤色塗装であるが、車体のロゴ表記とスーパーハイデッカーではない点、車椅子用リフトを装備していない点などに差異が見られる。かつてはこれら専用用途車両のほか、一般路線車両の運賃箱設備を撤去した用途外車両が貸切運用に用いられていた。
- 本牧営業所には観光スポット周遊バス「あかいくつ」用の中型車・中型ロング車・大型車が配置されている[47]。この車両は外装・内装ともにレトロ調の装飾となっており異彩を放っている[47]。改装は東京特殊車体が担当した。なお車両購入費として、日本宝くじ協会から2005年に導入された5両のうち4両分の約1億4,000万円の助成を受けた[47]。車両の登録番号は2009年（平成21年）の横浜港開港150周年を記念して150で統一されている。運行当初に配置された2004年度車は中型車で、2008年度に増備された車両は中型ロング車、2012年度、2016年度に増備された車両は大型車とされた。
- 利用者が忘れ物の問合せをする際などの利便を図るため、2007年後期導入車両から登録番号は車両番号と同一の希望ナンバーとされていたが、2010年度後期導入車両からこれは取り止めとなっている。

車内座席モケット表地は、1989年度導入から現在に至るまで青、地に横浜マリンタワー・帆船日本丸・横浜ベイブリッジのイラストが入る織り柄とされている。2004年度に導入されたCNG車両にははまりんイラストの柄のものも存在する。またかつては横浜市環境事業局の「ヨコハマはG30」をPRする柄の車両やロングシート部分が緑色のリフトバス車両も存在した。なお、優先座席の表地色は赤地とされたが、2005年度車より一般座席と同一の青色に統一されている。89年度車以前の導入車両は濃青地に縦縞が入る柄の座席表地が採用されており、さらにそれ以前の導入車両は青色の座席表地が採用されていた。なお、本牧営業所には灰色の生地が使われた車両も存在した。
行先表示装置は2002年度導入車両から単色LED電光式を標準仕様としている。その他、「あかいくつ」用車両や貸切用途車両、燃料電池バスには幕式やフルカラーLED式の車両が存在する。2002年度以前導入車両の幕式表示器からLED式への改造は、数台への試験的な実施に留まった。また、1980年代には単色液晶式への試験的な改造車が存在し、液晶式行先表示機は1988年度に鶴見営業所に配置されたいすゞ自動車製車両の2台に試験採用された。試験改造車はいずれも廃車されており現存しない。
車内の案内表示装置は液晶式の表示器を採用している。このLCD表示器では主に次停留所、行先表示、現在時刻、市営地下鉄との乗換案内、広告等を4か国語（日本語、ローマ字、中国語、韓国語）にて表示する。加えて「あかいくつ」用車両は観光案内用の液晶ディスプレイを運転席背後に設置している。1990年より1行表示形式のLED電光式装置が標準仕様として採用されていたが、2014年2月よりLCD表示器の試行運用を本牧・浅間町営業所で開始したのち、次第に現在の仕様への置換えが進んだ。

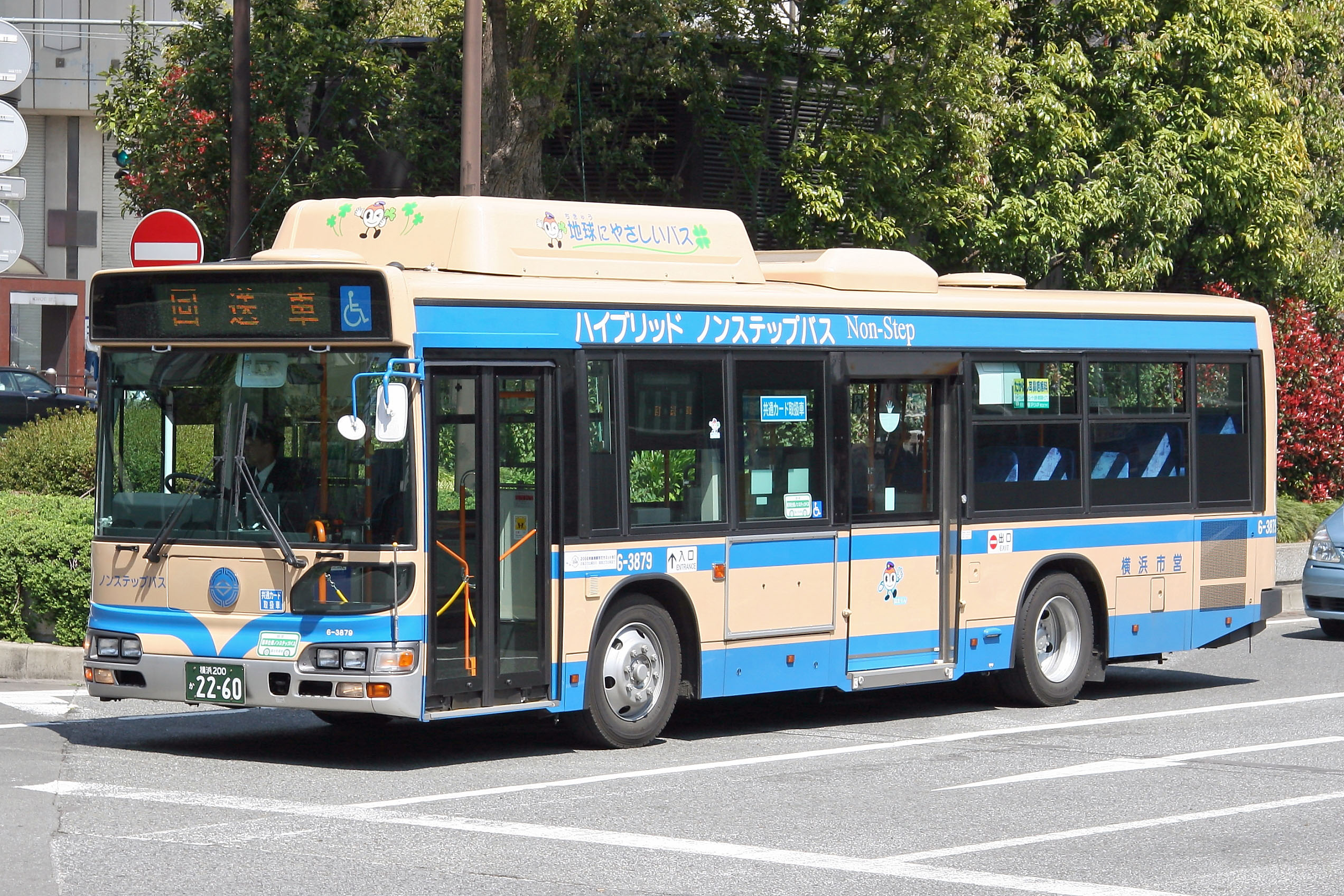
ハイブリッドノンステップ車両（日野・ブルーリボンシティ）
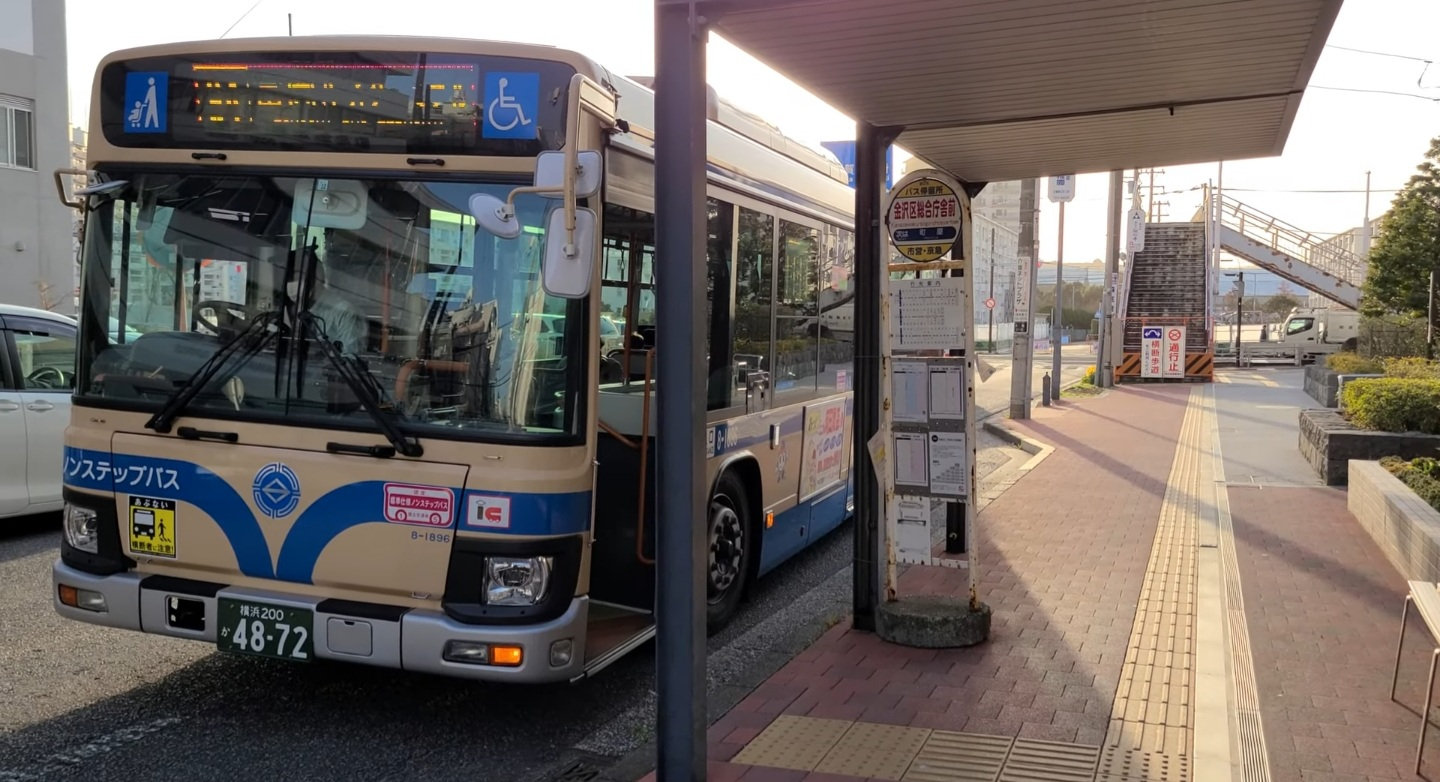
ノンステップ車両 (いすゞ・エルガ)
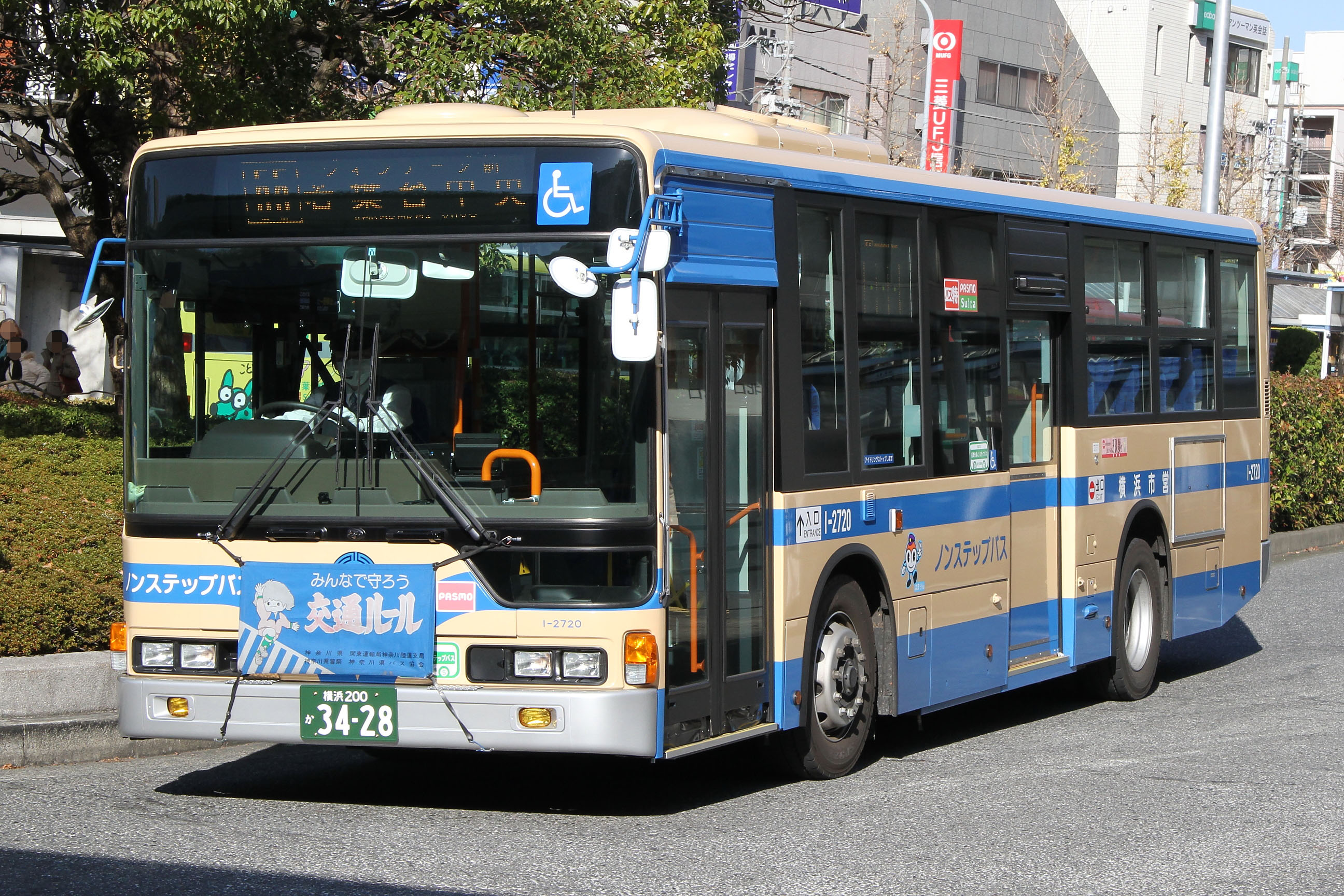
ノンステップ車両（三菱ふそう・エアロスター）
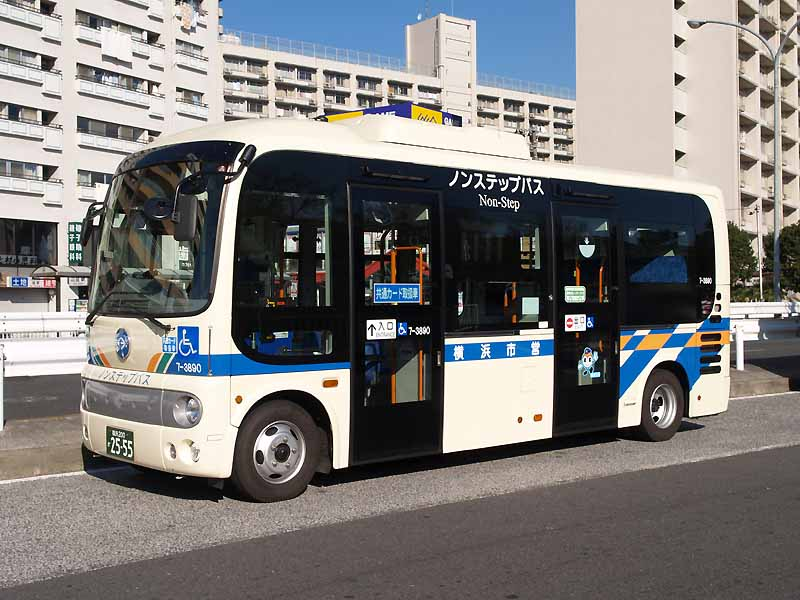
小型ノンステップ車両(日野・ポンチョ)
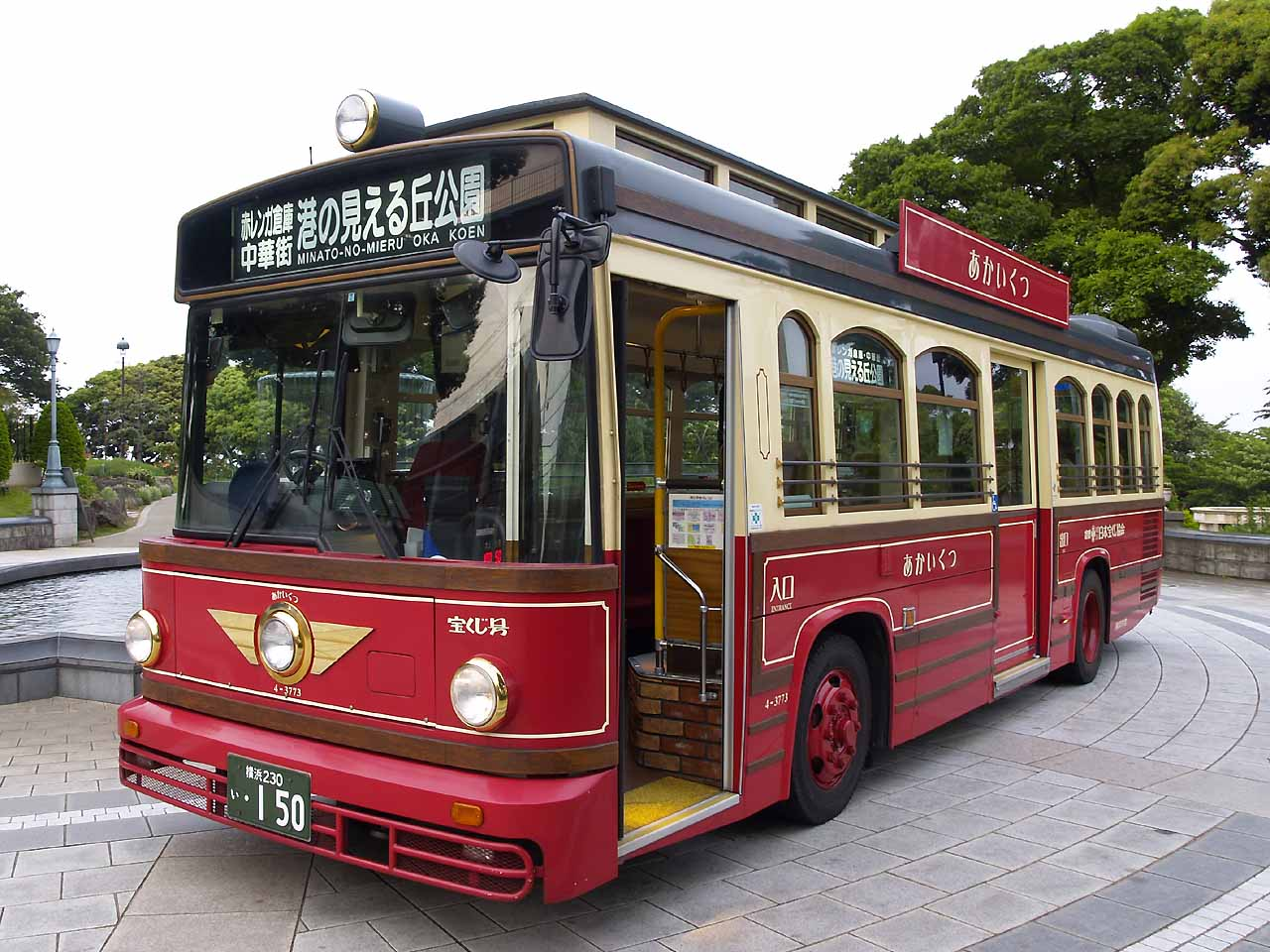
あかいくつ用車両（日野・レインボー）
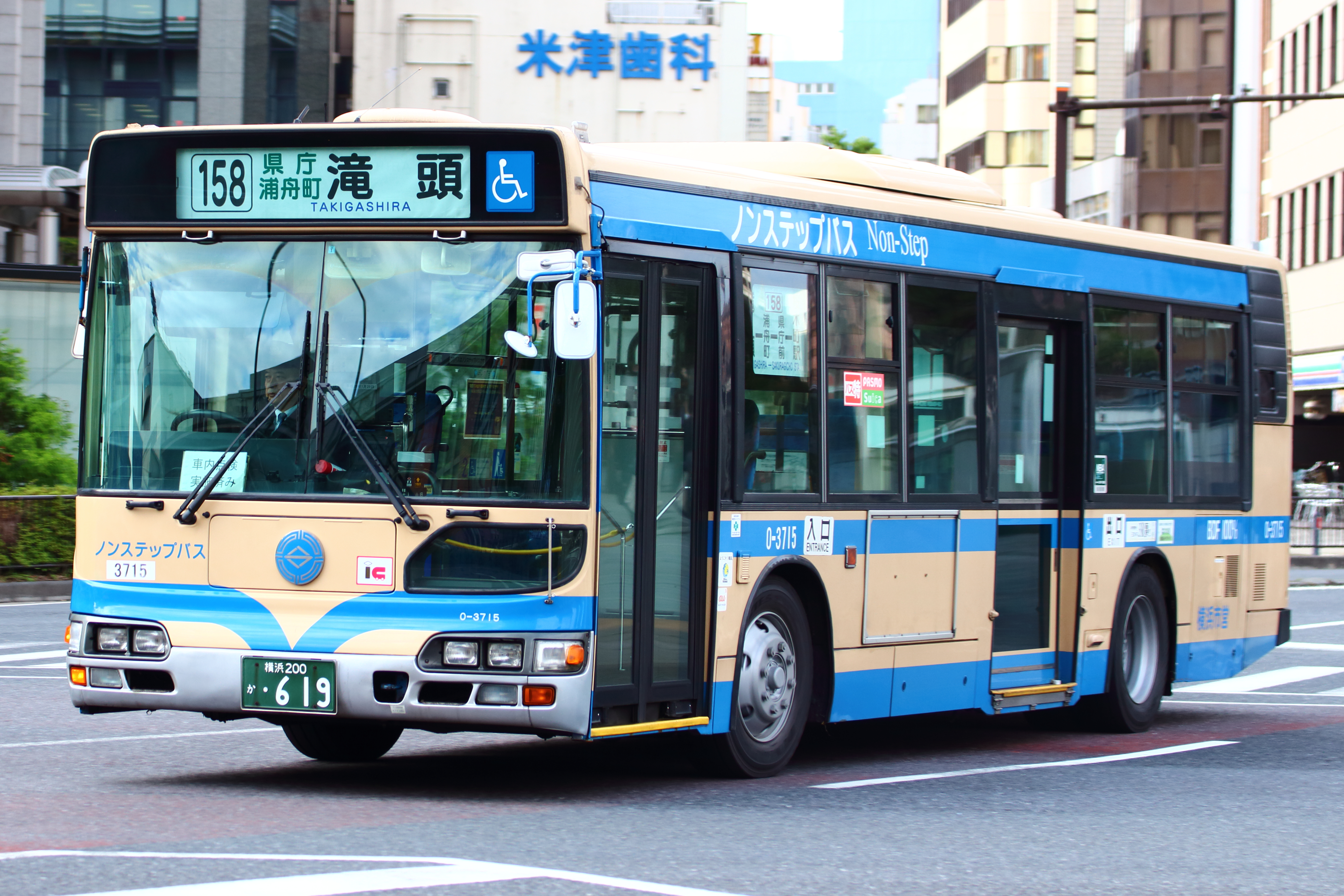
過去の車両：方向幕装備のノンステップ車両（日野・ブルーリボンシティ）
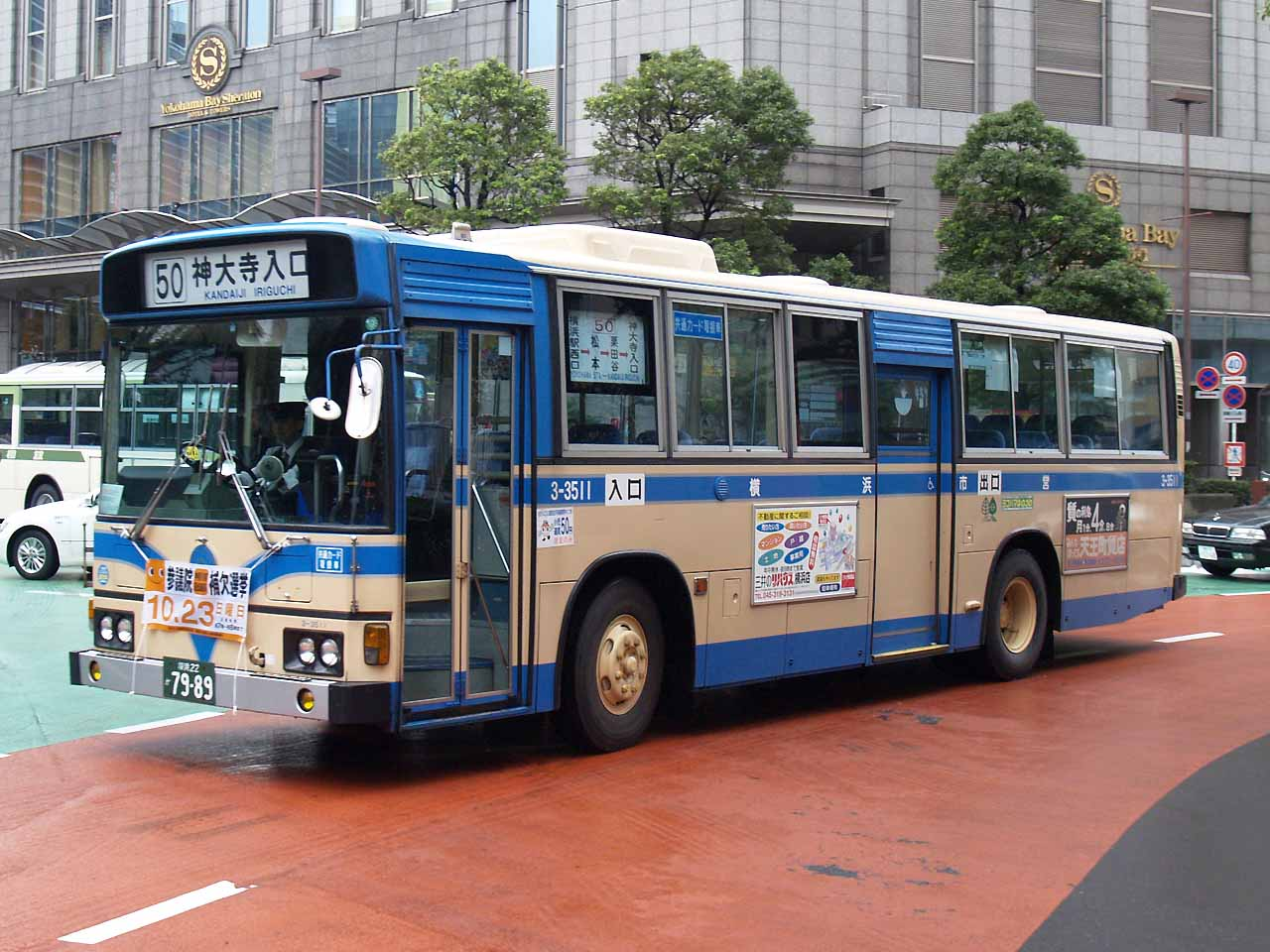
過去の車両：旧塗装の一般路線車両（日野・ブルーリボン）
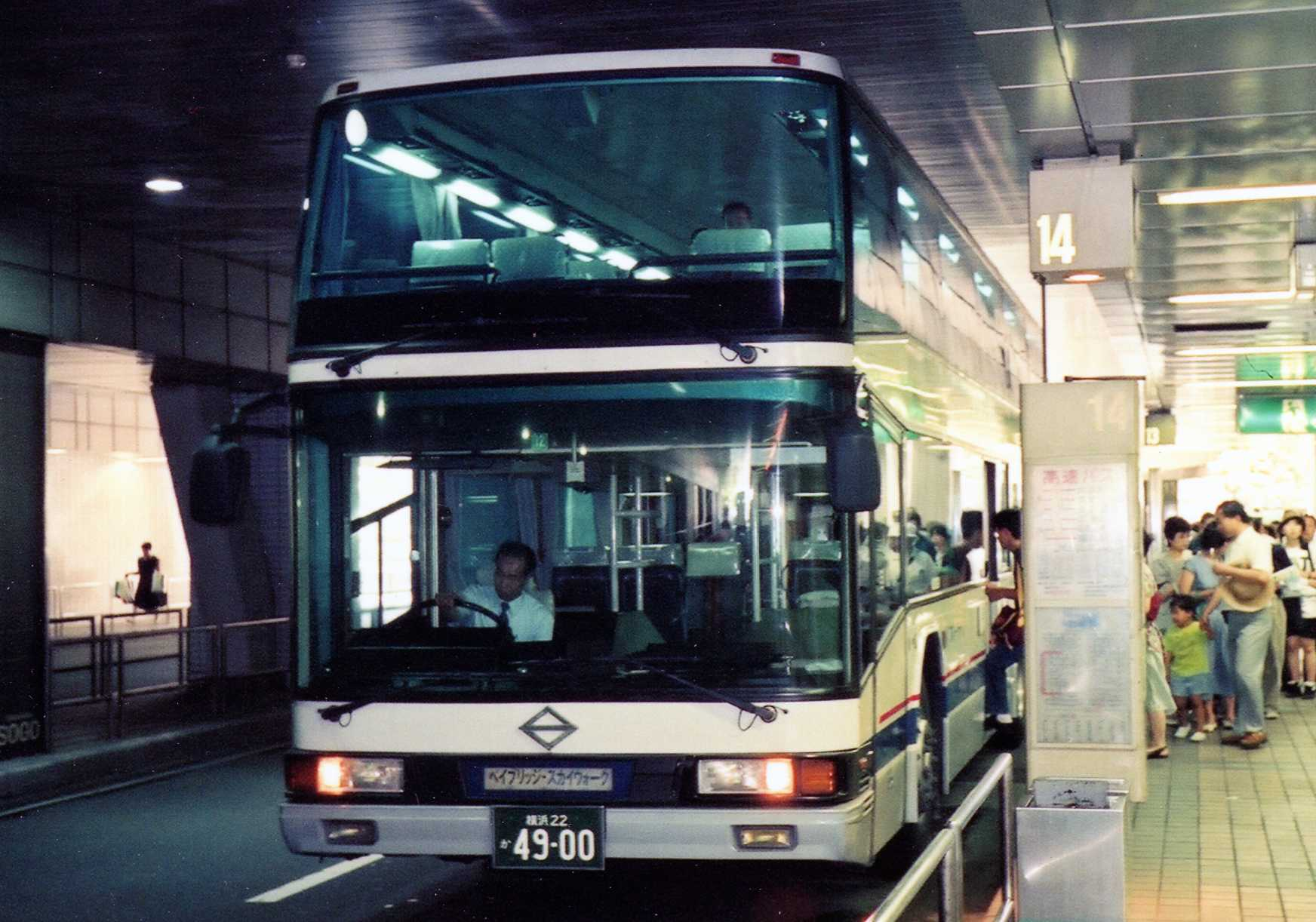
過去の車両：観光路線バス「ブルーライン」に導入された車両（日産ディーゼル・スペースドリーム）
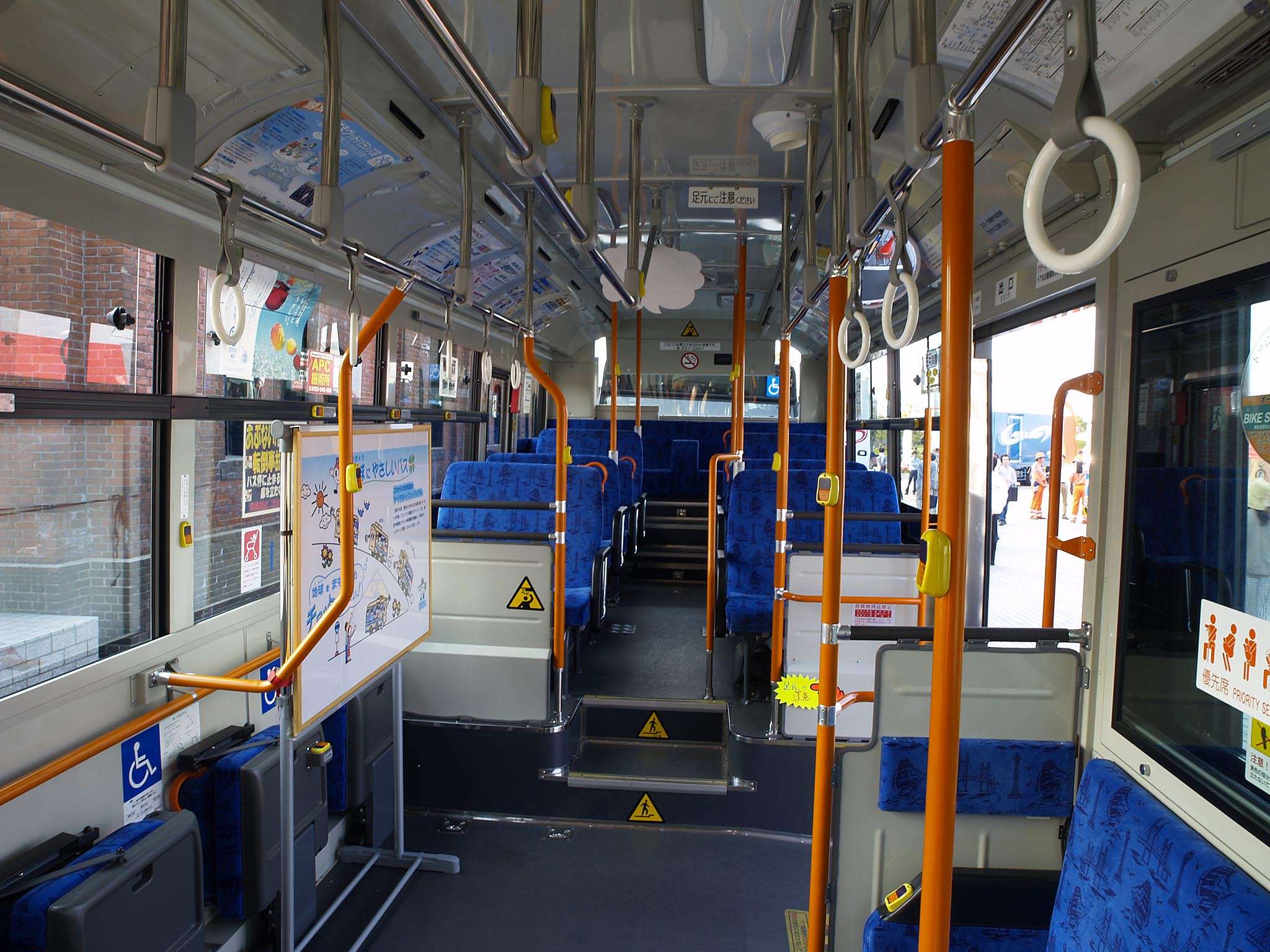
一般大型バス車内（日野・ブルーリボンシティ）

### カラーリング

車両正面に設置される横浜市交通局紋の意匠

一般大型・中型バス
横浜市電のカラーリングに準じ、クリーム色の車体に青色のラインを配している。バンパーは銀色である。車体正面の青いラインはY字型に曲がっており、中心に交通局章が設置されている。これは市章「ハマ菱」を4つの「電光」（雷紋）で囲んだ、電気局発足時以来のものである。基本的なデザインは1964年度車から変更されていないが、近年小規模な変更が2回行われた。
1995年度以前の導入車両
現行塗装とほぼ同じであるが、車体中央の青帯に銀色の縁取りが施されており、正面行先表示周辺が青色で覆われる塗り分けであった。これら導入車両は既に現存しないが、滝頭・浅間町営業所所属の一部車両が青線の周囲に銀色の帯を装飾して運行している。
1996年度以降導入車両
正面の青いYラインが直線基調のものとなり、前述の銀色の縁取りと正面上部の青色塗装が省略された。この小変更以前の塗装車はファンから旧塗装車と呼ばれている。
2000年度・2001年度以降導入車両
いすゞ・日野製車両は2000年度から、三菱ふそう・日産ディーゼル製車両は2001年度の導入車両から、正面の青いラインが再びY型となった。
近年では車体全面を広告とするラッピングバスが多数在籍しているが、視覚障害者団体からの要請により正面の塗り分けは残される。また、横浜交通開発に譲渡された車両については、カラーリングの意匠はそのままに、車体正面の紋章が"TD"に変更され、車体側面などの"横浜市営"の表記は"横浜交通開発"に改められている。
一般小型バス
オフホワイトの地に青いラインが引いてあり側面後部には短い斜めのストライプが3本入る。正面は交通局章の周辺で分断された青いラインの両端が緑色と橙色になっており、車体背面（後部）のラインは橙色となっている。
小型バスはまりんカラー
赤色の車体にはまりんのラッピングが随所に施される。2009年度に配置された一般小型バスの2台がこのカラーリングとされた。
あかいくつ
明治期の路面電車をイメージした外装で、車体上半分がベージュ色、下半分が赤である。
市内遊覧バス用スーパーハイデッカー車・貸切用ハイデッカー車
赤色の車体。前者は側面と後部に大きく『横濱 BAYSIDELINE』のロゴ、後者は『横浜 LIMOUSINE』のロゴが入る。屋根は白色である。
観光バス
クリーム色にピンクと緑の帯を巻き、バンパーより下はダークグレーである。2007年に一度消滅したが、2010年夏に路線バス車両ベースの新車で復活した。
2階建てバス（過去車両）
白色の車体。後部に青い横浜の名所イラストが描かれ、横浜ベイブリッジ・日本丸・横浜三塔の3種があった。
ズーラシア塗装（過去車両）
緑色の山の背景に大きく動物のイラストが描かれている。
特定スクールバス（過去車両）
横浜市立特別支援学校通学専用として、白に青・黄・水色のラインが入る。青色の面積が後部に行くにつれて大きくなっている。2009年に全車廃車され消滅した。
オープンバス（過去車両）
1998年の横浜ベイスターズ（現在の横浜DeNAベイスターズ）優勝時に、98年度廃車予定の路線バス車両1台（磯子営業所所属・日産ディーゼル・P-U32系ベース）を、1か月半の期間と20万円の費用をかけてオープンバスに改造して優勝パレードに使用された。パレード使用後は解体する予定だったため仮ナンバー登録であったが、ファンからの要望で残される事になり、補強工事を施して正式にナンバーが登録され、翌年の横浜国際仮装行列から各種のイベントに用いられた。登録番号はCNGノンステップバスと共に2002年のFIFAワールドカップ決勝戦の横浜開催を記念して20-02とされた。車両はその後、首都圏自動車排出ガス規制の影響により2003年に北海道函館市の民間会社へ売却された。
CNGノンステップバス（過去車両）
白地の車体に濃い青色のバンパーで、車体には横浜国立大学の学生チームによるデザイン、市交通局関連の広告、またははまりんのラッピングが施されている。はまりんラッピングバスは車内の座席表地もはまりんイラストの柄となっている。当初、1999 - 2001年度に導入されたCNGノンステップバスは2002年FIFAワールドカップ決勝戦の横浜開催をPRするラッピングであった。2009年度車からは一般大型車両と同一の塗装とされた。2018年度までに全車廃車され消滅した。

### 車両番号
車両には1 - 4桁の番号が付けられており、以下の法則に基づいている。
| 4        | - | 3        | 7    | 72       |
| -------- | - | -------- | ---- | -------- |
| 導入年度 |   | メーカー | 用途 | 固有番号 |

例：4-3772（あかいくつ1号車）
- 上1桁目は導入年度の西暦下1桁を示す（なお、その車両が購入された予算年度に基づいている。つまり、2007年度に導入されたものでも2006年度の予算で購入されれば6の数字が与えられる。この場合は2004年度購入車）。
- 下4桁は1桁目がシャーシメーカー、2桁目が用途、残りの2桁が車両番号となる。ただし、車両番号の下2桁に「42」「49」が付く番号は忌番として原則的に使用しない（1994年式までの車両には「42」「49」を使用していたが、2006年度末に消滅した）。
  - シャーシメーカーの番号は以下のとおり。
    - 1：いすゞ自動車
    - 2：三菱ふそう
    - 3：日野自動車
    - 4：日産ディーゼル
    - 5：それ以外のメーカー
    - 6：トヨタ
    - ハマちゃんバスに使用されていた日野・初代ポンチョは、厳密にはフランスPSA・プジョーシトロエン製のエンジンを搭載するため「5」が適用された。

  - 用途は、0が観光用などの貸切、1が特定車両、2が横浜交通開発所有の車両（かつては車掌台付車両に付番）、3以降がワンマンの通常路線バス車両となる。
    - ワンマンの通常路線バス車両番号は、下3桁が999に至る前に最初の番号（連番は300だが、リセットの最初は下3桁は301となる）に戻る場合がある。

### 廃車車両の譲渡
横浜市営バスで役目を終えた車両は競争入札により中古車両流通業者へ売却処分され、全国各地のバス事業者にて整備の上再運用される例が多い。神奈川県を含めた首都圏が自動車NOx・PM法による排出ガス規制強化地域に指定された1990年代後半から増加し、譲渡先は北は北海道から南は沖縄県まで広範囲に存在する。
P-代まではマニュアル車が標準で多くの事業者が購入していたが、U-代では整備の煩雑さなどにより敬遠されがちな機械式オートマチック車が標準となったことから、しばらくは地方への譲渡は見られず多くの車両はミャンマーなどの東南アジア諸国へ輸出されるか解体処分されていた。
しかし、KC-代以降は一部車種を除き再びマニュアル車が標準となったことから、2008年頃から再び全国の地方事業者での再運用が見られるようになった。また近年はノンステップ車両やトルコン式オートマティック車が主流である中型ワンステップ車両の譲渡もみられる。
- 根室交通への譲渡車

## 過去の特殊路線

### 市内遊覧バス

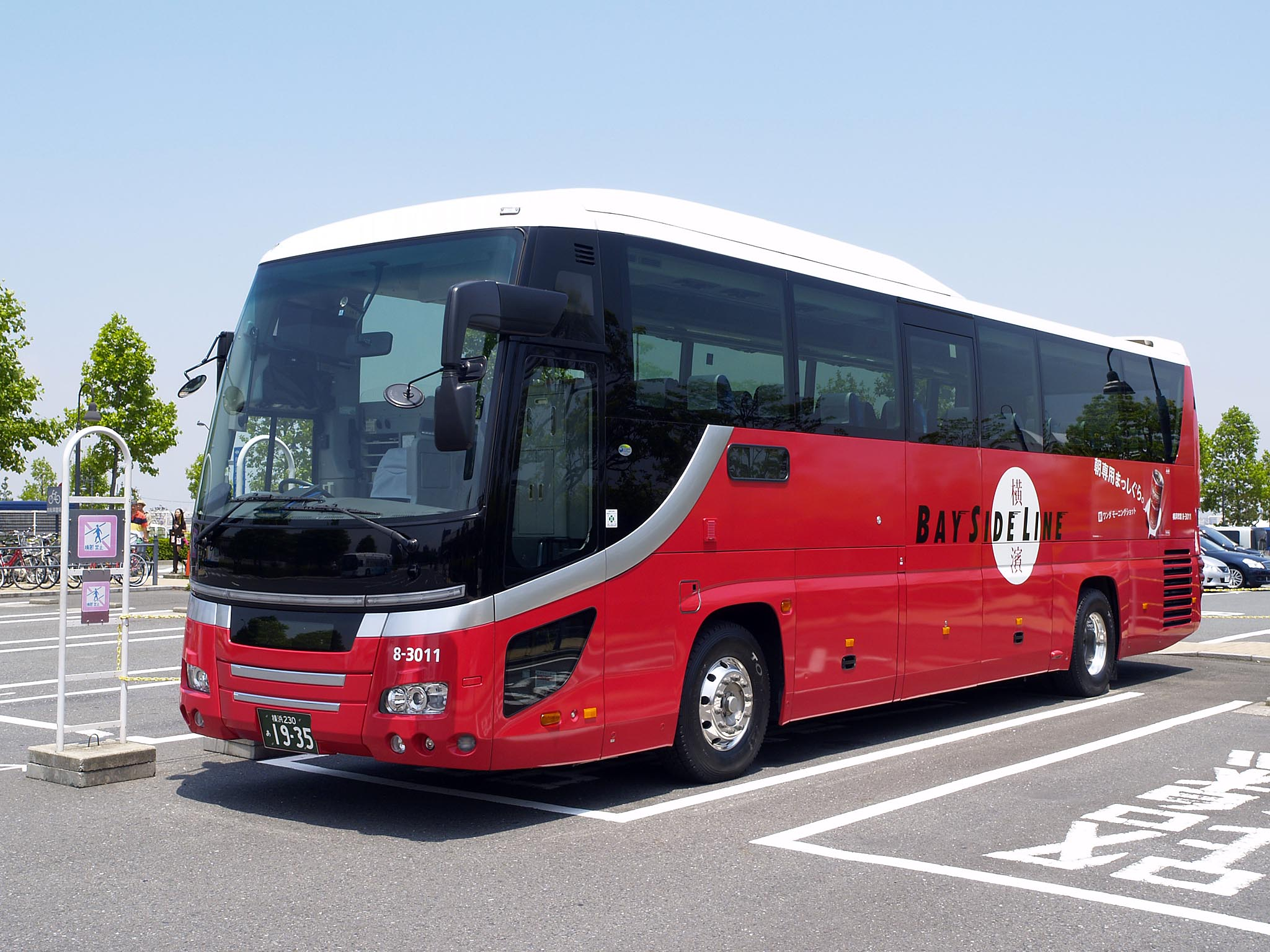
定期観光バス「ベイサイドライン」(8-3011)
2010年6月6日、赤レンガ倉庫にて撮影

横浜市営バスでは1935年より2016年にかけて、横浜市内の名所を巡る市内遊覧バス（定期観光バス）の運行を長らく手掛けてきた。最終期には横濱ベイサイドラインの愛称が与えられ、保土ケ谷営業所の所管により曜日を問わず毎日運行されていた。書類上の系統番号は151系統であった。
運行末期は年間の利用者数が12000人程度と低迷し、採算割れが続いていたことから、2016年（平成28年）9月30日限りで市内遊覧バスから撤退、運行を終了した。

### みなとみらい100円バス

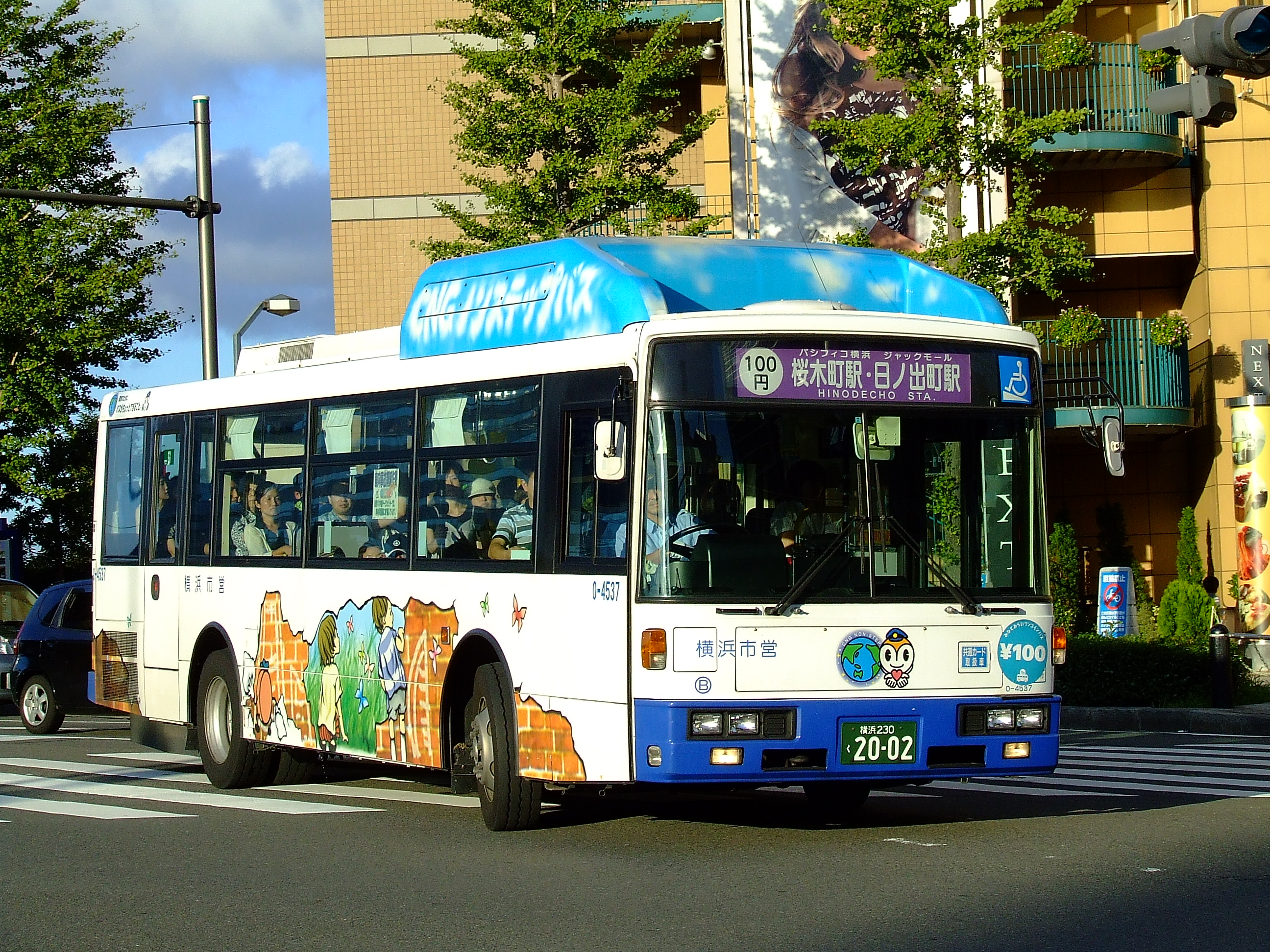
みなとみらい100円バス (0-4537)
2007年9月、桜木町駅前にて撮影

2000年代にはみなとみらい21地区において運賃100円（子供は50円）にて利用ができる特殊系統が運行されていた。運行日は土曜日・日曜日・祝日・振替休日と、夏休み・冬休み・春休み期間中の平日であり、車両はCNGノンステップバスが優先的に充当されていた。みなとみらい線やあかいくつの開業に伴い徐々に縮小されていき、2015年秋を以って運行を終了している。

### 都心循環線「Yループ」
1989年3月25日、横浜博覧会 (YES'89) 開催に合わせて都心循環線として開設され、博覧会終了後にYループの愛称が付与された。専用車両が導入され運行面でも先進的な試みが行われ、当初は他の一般路線とは差別化されていたが、次第に一般路線と同様の運行体制へと移ったのち、2002年度をもって運行を終了している。

### 西区おでかけサポートバス「ハマちゃんバス」

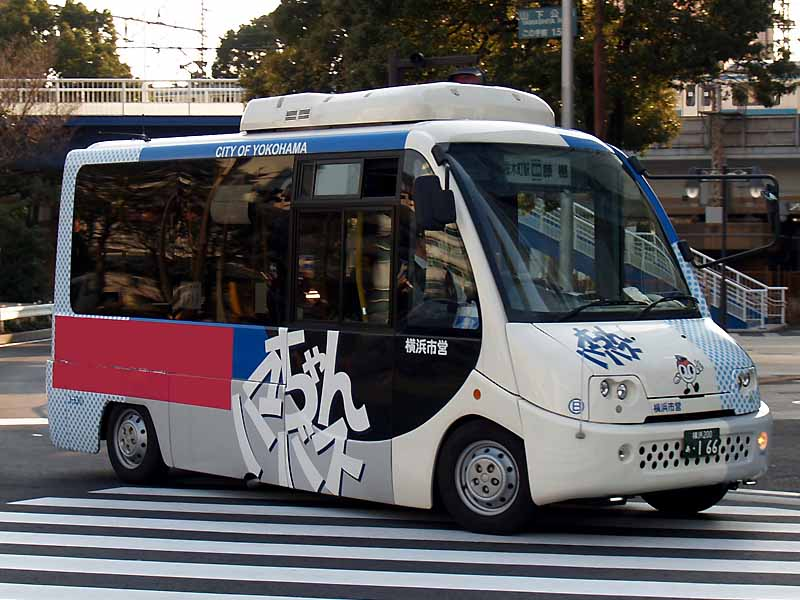
西区おでかけサポートバス「ハマちゃんバス」専用車両 (3-5301)
日野・ポンチョ（初代）

横浜市都市計画局と横浜市西区が「おでかけサポートバス実証実験事業」として運行していたコミュニティバス。愛称は「ハマちゃんバス」で、系統番号は270系統。保土ヶ谷営業所が担当していた。みなとみらい21地区などの観光スポットに近い桜木町駅西部の住宅地を循環運行していた。2003年12月15日より実証運行開始、2007年3月31日をもって運行終了した。横浜市営バスでは唯一のコミュニティバスであった。

### 花月園競輪場シャトルバス

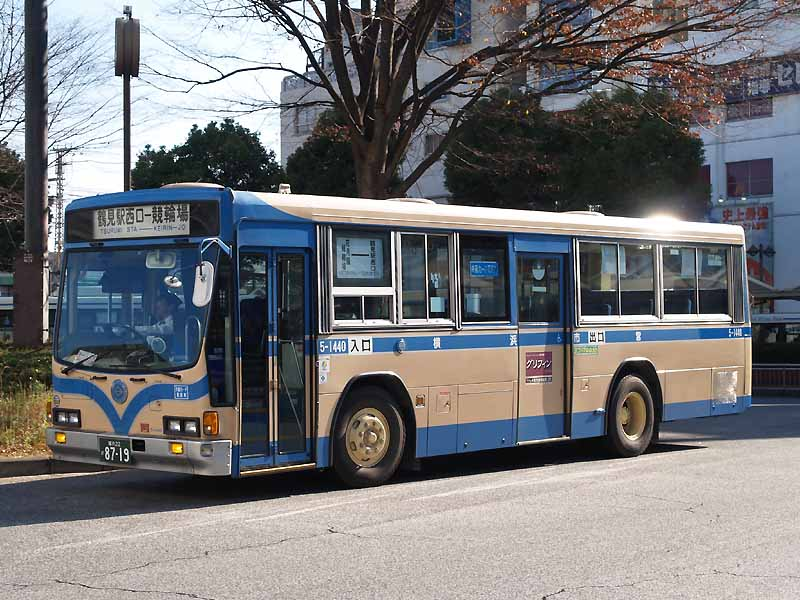
花月園競輪場シャトルバス (5-1440)
2007年12月9日、鶴見駅西口にて撮影

2010年（平成22年）3月31日まで、花月園競輪場の競輪開催日に無料送迎バスを運行していた。かつては49系統という番号が付番されていたが、最末期には系統番号は付番されていなかった。鶴見駅西口発着は港北・鶴見両営業所の担当で臨港バスとの共同運行、東神奈川駅・横浜駅西口方面は鶴見営業所の担当であった。横浜駅西口行は花月園競輪場発のみの運行で、途中で東神奈川駅西口に停車した。花月園競輪場の廃場に伴う競輪営業終了によりシャトルバスも廃止された。
※系統のアルファベット記号は便宜上付けたものであり、公式に使用されていたものではない。
| 系統 | 運行区間                                   |
| ---- | ------------------------------------------ |
| A    | 鶴見駅西口 - 花月園競輪場                  |
| B    | 東神奈川駅 - 花月園競輪場                  |
| C    | 花月園競輪場 → 東神奈川駅西口 → 横浜駅西口 |

- 1963年6月13日： 競輪開催時のみ運行の49系統下末吉 - 鶴見駅西口 - 花月園競輪場線を開設、後に鶴見駅西口発着に改められる[4]。
- 1986年9月26日： 鶴見駅西口 - 花月園競輪場間の49系統としての運行を休止、無料送迎バスに改められる。
- 2010年3月31日 : 花月園競技場廃場に伴う営業終了により、廃止。

### ららぽーと横浜直行バス
2014年から1年間、JR横浜線鴨居駅南口と大型商業施設ららぽーと横浜を途中停留所無停車で連絡するシャトルバス路線の運行を横浜市営バスが担当していたことがあった。鴨居駅改札口前あるいはららぽーと横浜内の発行機にて乗車券引換券を受け取ることで無料で乗車できた。乗車券引換券を持たずに利用する場合の運賃は大人100円・小児50円であり、現金以外のいずれの有料乗車券・福祉乗車券等の利用もできなかった。曜日を問わずショッピングモール営業時間の9〜21時台に30分間隔で運行されていた。緑営業所の所管系統であり、旅客案内では用いられないが書類上の系統番号は100系統とされていた。
2007年3月のららぽーと横浜開業以来、民間事業者への貸切委託によって無料シャトルバスが運行されていたものの、運行形態上鴨居駅南口バスロータリーに乗り入れができず、駅周辺を迂回のうえ北口にて発着していたため利便性に難があった。公共交通利用促進の観点から協議が行われ、2014年5月より所要時間の短縮が見込める駅南口発着に変更の上、横浜市営バスが路線バスとしてシャトルバスの運行を引き継ぐこととなった。開設から1年目の2015年4月1日には交通局より横浜交通開発へと路線移譲され、現在は引き続き同社が同様の形態で運行していたが、新型コロナウイルスの影響による利用減を受けて、2022年3月31日に運行を終了した。

### クリスマスイルミネーションバス
横浜市営バスでは、利用者がバスを単に移動手段としてだけでなく乗ることを楽しめるものにする取組みの一環として、一般路線バス車内外に装飾を施したイルミネーションバスを2007年度より毎年年末のクリスマスシーズンに運行している。この装飾は12月初頭に交通局職員やその家族の手作業にて施され、25日のクリスマスまで開催営業所管内の各路線にてランダムに運行される。2007年度は港南営業所での4台のみでの企画であったが、好評により2008年度には港南、港北、緑、本牧、滝頭営業所での総勢12台、2011年度には全営業所総勢17台と年々規模の大きいイベントとなっている。2011年度の港北営業所の1台はトレッサ横浜との提携イベントとして、滝頭営業所の1台は横浜学園との共同作業にて行われた。また2011年には東日本大震災の復興支援の一環として、横浜市交通局より仙台市交通局に車内装飾用LED電球などが無償譲渡され、横浜市交職員が仙台市へ赴き「るーぷる仙台」用車両への装飾を行った。

### 一般車両を使ったバスツアー
横浜市交通局協力会（交通局の外郭団体）が不定期的に開催する一般車両を使ったバスツアーは、毎回マニアックな企画でファンに好評を博している。
- 2006年（平成18年）7月22日と23日の2日間、鶴見営業所所属（当時）の109系統専用車いすゞ・富士重工7E・KC-LV280Qを使用した「いすゞKC-LV280Qで行くバス好き集まれ!バスツアー」が行われた。交通局主催のバスツアーに一般車両が使用されるのは交通局創立以来初めてのことであった。コースは、桜木町駅を午前9時と午後2時に出発し、前半は横浜の中心部や鶴見営業所の路線をつなぎ合わせたルートでスカイウォークへ向かうというもので、その後車両の公開と撮影会が行われた。後半は、ベイブリッジの下の国道357号線を渡り、山下公園・中華街・港の見える丘公園を抜け、根岸台で折り返しの後、桜木町駅へ戻る約4時間のコースであった。鶴見営業所所管の路線走行時は、音声合成装置で実際に停留所の放送が流れたり、また、交通局のイメージキャラクター「はまりん」が桜木町駅での見送りと出迎えの他、途中の停留所で突如出現し乗車するも途中で降りるなど様々なシチュエーションが用意された。
- 同年11月11日には、第2弾として、廃車の近い本牧営業所所属の三菱ふそうの超低床型バス（エアロスターK・U-MP628M）を使用したバスツアーが行われた。
- 翌2007年（平成19年）3月24日には、路線再編によって2006年度（平成18年度）限りで廃止あるいは民間事業者へ移譲される路線を旧塗装車で巡る「ありがとうツアー」が企画された。
- 同年12月23日には、旧塗装車の廃車を惜しんで、2回目の「旧塗装車ありがとうツアー」が開催された。なお旧塗装車は2009年（平成21年）10月までに全車が廃車された。
- 2009年（平成21年）3月31日には、第三京浜道路を運行する特徴的な系統であったが路線再編で廃止された旧95系統のルートを辿る「95系統復活ツアー」が開催され[188]、旧95系統経路の往復走行や、浅間町営業所での撮影会が行われた。
- 2011年（平成23年）11月6日・23日には、9-1524号車と9-3667号車を使用して「廃車作業立会いツアー」が開催された。現在市営バスでは営業していないルートなどを貸切車両で巡ったあと、営業所にて当該車両の方向幕の撮影会、正面交通局章の取り外しや車両番号の塗潰しなどの登録抹消作業を参加者が実際に体験できるという趣向の凝らされたプログラムであった。申し込み開始から数時間後に定員が満席になり、地元神奈川新聞の報道はもとよりテレビ朝日や趣味雑誌の出版社などの取材があるなど注目を集めた[189]。好評につきこれ以後も継続的に同様のツアーが企画されることとなり、2013年10月現在この廃車作業立ち合いツアーは第12回目まで計画・開催されている[171]。

## 提供番組
- 爆笑問題の日曜サンデー（TBSラジオ）